# La Baronia de Rialb
La Baronia de Rialb és un extens municipi prepirinenc al nord-est de la comarca de la Noguera (Catalunya), vertebrat al voltant del riu Rialb en el seu curs mitjà (Rialb Sobirà) i baix (Rialb Jussà) i que s'inicia al sud a la riba esquerra del Segre fins a la Serra de Grau de Moles, a les altures del Cogulló de Sant Quiri (1.355 m d'altitud). El cap municipal actual és Gualter; anteriorment era la Torre de Rialb.
El terme municipal se situa a la comarca natural del Segre Mitjà, en el pas de transició entre la plana de Lleida cap a les muntanyes i les valls del Pirineu català occidental. Limita amb les comarques de l'Alt Urgell, a l'est (Peramola i Coll de Nargó); el Pallars Jussà, al nord-oest (Benavent de la Conca); i amb els municipis de Tiurana, Ponts i Artesa de Segre (la Noguera) pel sud i sud-oest. De poblament dispers i relleu accidentat, té l'estatus de municipi d'alta muntanya.

## Història

### Els orígens

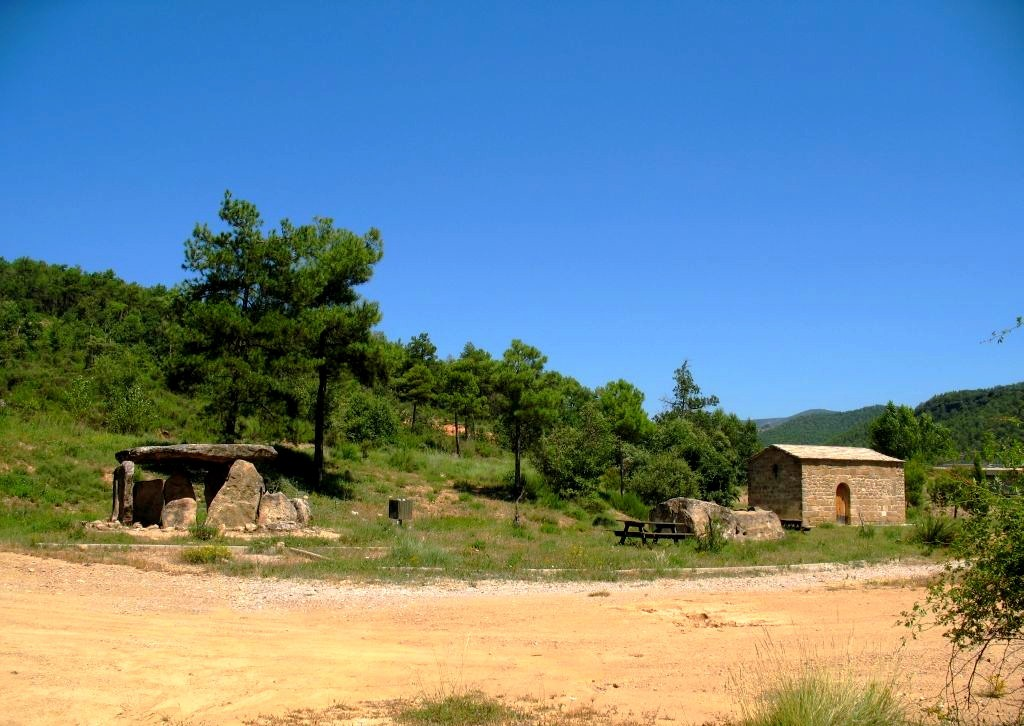
Emplaçament actual del dolmen de Sòls de Riu (esquerra) i l'ermita romànica de Santa Eulàlia de Pomanyons ((dreta), al nucli de la Torre de Rialb

Els primers vestigis d'activitat humana que es troben a la zona de la vall del Rialb són dos jaciments prehistòrics. A prop del Segre, a l'anomenada cova de Vilaplana, s'hi van localitzar restes de material de l'edat del ferro i, en sòls més profunds, materials de sílex, de pedra polida i de ceràmica primitiva corresponents al Neolític. L'altre jaciment és el megàlit o dolmen de Sòls de Riu, construït durant l'Eneolític, que és un testimoni del culte i de la veneració dels morts.
Certament la vall estava poblada durant la invasió musulmana, si bé és probable que els pastors i pagesos conservessin la tradició o els costums cristians de l'època goda, pel fet que en la toponímia no s'hi troben mots de procedència aràbiga. A final del segle ix van produir-se els primers intents d'ocupació cristiana, dins el gran projecte del comte Guifré, que tenia per a objectiu tota la Segarra fins a Tàrrega o Agramunt. El comte de Barcelona el 870 també ho era d'Urgell i la Cerdanya i no perdia de vista les terres del Segre. Amb la mort de Guifré i els contraatacs dels àrabs, l'ocupació del país feu una reculada i els objectius dels comtes de Barcelona i d'Urgell es retardaren una centúria.
Segons Jaume Pasqual a la primera meitat del segle ix ja existia la casa de Sant Cristòfol en el castell de Salinoves, però les ràtzies dels sarraïns arribaren fins a Montmagastre (ràtzia de 1003) i sembla que l'església de Sant Cristòfol fou destruïda, com ho indica l'acta de [[Consagració d'una església|consagració de l'església de Santa Cecília d'Elins (949), a la qual pertanyia Salinoves i dita església]].

### L'antic terme i priorat de Gualter
El primer terme de Gualter en els segles de la fundació del monestir de Santa Maria era una partida del terme de Ponts i, per tant, no s'incloïa dins les terres del Rialb, que fou molt posteriorment. Gualter fou cedit al monestir de Ripoll pel comte Guifre el Pilós, que hauria ocupat el lloc abans del 890. El 1079 era propietari del lloc el comte Ermengol IV d'Urgell. El mateix comte, per ajudar a l'aixecament del nou monestir, va cedir a l'abat de Ripoll la meitat de les primícies dels pobles que havia acabat de conquerir als àrabs i dels que guanyés en endavant dins el pla de Mascançà, a partir de la serra d'Almenar.
Els primers intents seriosos d'erecció del monestir es produïren a partir de 1118, quan es va crear una confraria de clergues i laics per a aixecar el monestir, que era llest el 1207. Els comtes d'Urgell, en especial Ermengol VIII, continuaren afavorint el monestir, que tenia un bon patrimoni. Malgrat tot, mai no va passar de ser un petit priorat, que comptava només amb un prior, quatre monjos i alguns preveres beneficiats. Al segle xv la vida monàstica va decaure molt i el papa Climent VIII el va suprimir totalment el 1593 a fi de dotar amb les seves rendes el capítol de Solsona. En endavant fou una simple església parroquial.

### El Rialb Sobirà i el Rialb Jussà
L'actual municipi és justament format per una munió d'antigues parròquies, pobles o caseries, masies, torres i fins antics monestirs d'història i passat divers, units en temps moderns dintre un únic i gran terme. Nogensmenys, antigament es diferenciava el terme originari en dues parts: el Rialb Sobirà, que feia referència a les terres més alteroses i prou allunyades del curs del riu Segre i, el Rialb Jussà, que comprenia les terres més baixes i orientals, és a dir, els nuclis urbans o religiosos de la Torre –antigament anomenat Torrabadal–, Polig, Sant Girvés, la Serra i l'Oliva; també hi pertanyien les sufragànies o nuclis de Miralpeix i la Cluella, que al formar-se els municipis foren agregats a Tiurana.
Notícia de l'existència i homologació d'aquesta circumscripció se'n constata des de l'acta de consagració, del segle ix; entre les parròquies de l'Alt Urgell hi posa el Rialb i l'altre Rialb; el capbreu subsegüent concreta millor el topònim citant el Rialb Sobirà i el Rialb Sotirà. Altrament, és sabut que el Rialb Jussà estava en un nivell socioeconòmic superior als altres llocs del Rialb, encara que tots es mostraven econòmicament molt endarrerits; es dedueix de la pensió que abonava de la dècima beneficial el 1279; Pallerols en un termini pagava 9 sous i 3 diners; Palau, 9 sous; Rialb Jussà, 23 sous en el mateix termini.

### La fundació i els senyors de la Baronia
La Baronia de Rialb pròpiament dita comprenia els nuclis de la Torre, Palau, Pallerols, el Puig, Guàrdia, Sant Martí, l'Oliva i el Cerdanyès, mentre que el terme de Bellfort formava part de la comanda hospitalera de Sant Salvador d'Isot, fusionada molt aviat amb la de Susterris (Pallars Jussà); la Donzell amb Sant Cristòfol, que constituïen l'antiga dotació del cenobi de Sant Cristòfol de Salinoves, eren una propietat del monestir d'Elins, després dels canonges de Castellbò i el 1685 la va comprar Joan Puig i Moles i passà als Cluet; Gualter i el seu terme eren un antic priorat benedictí filial de Ripoll i, després de 1592, fou unit al capítol canonical de Solsona; i Vilaplana era un domini del baró o senyor de Tiurana. La fusió de tots aquests llocs en l'actual municipi es va fer entorn del 1840, arran de la Llei d'Ajuntaments promulgada pel govern de Madrid.

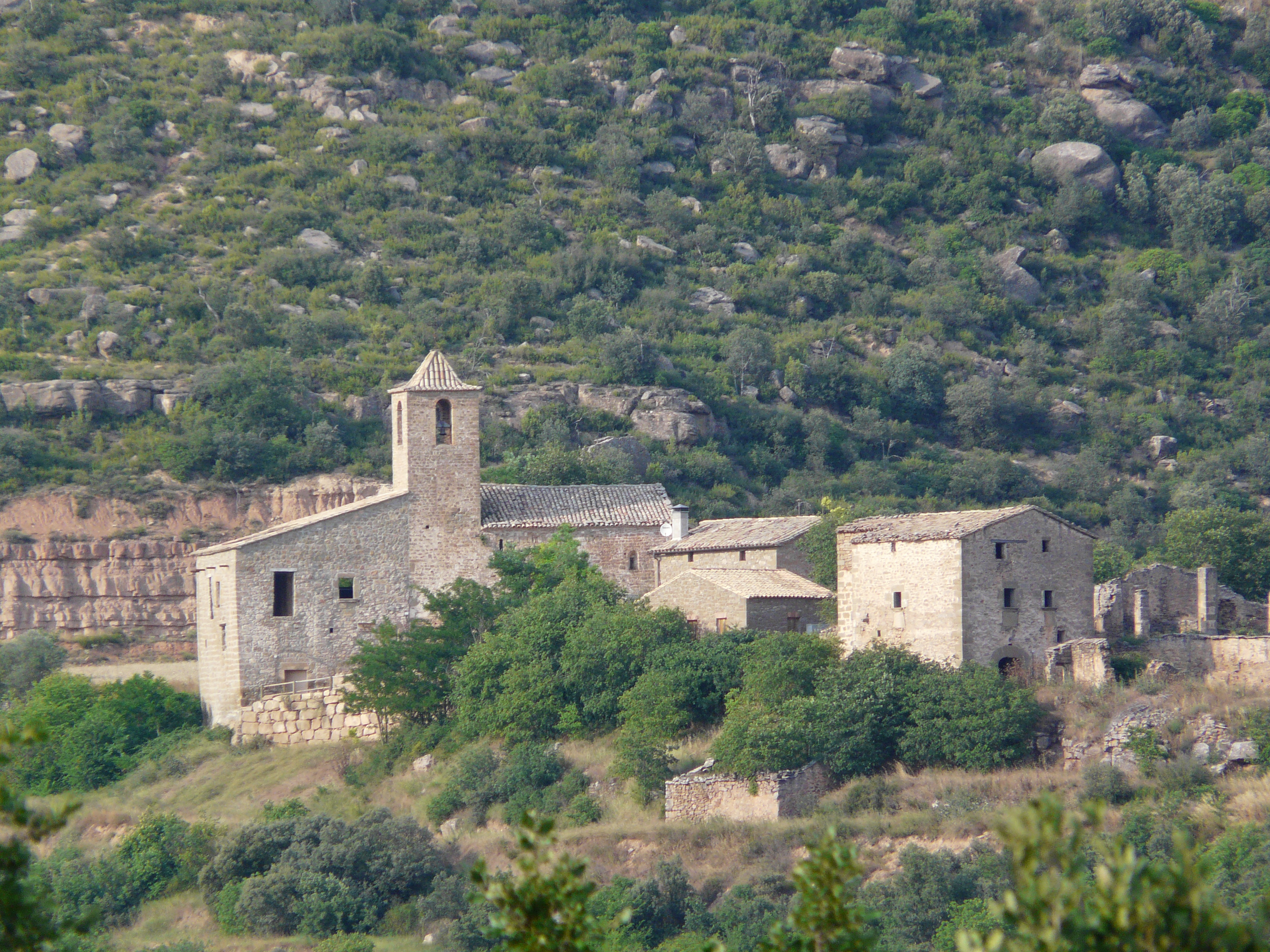
Poble de la Torre de Rialb, al Rialb Jussà, antic cap de la baronia

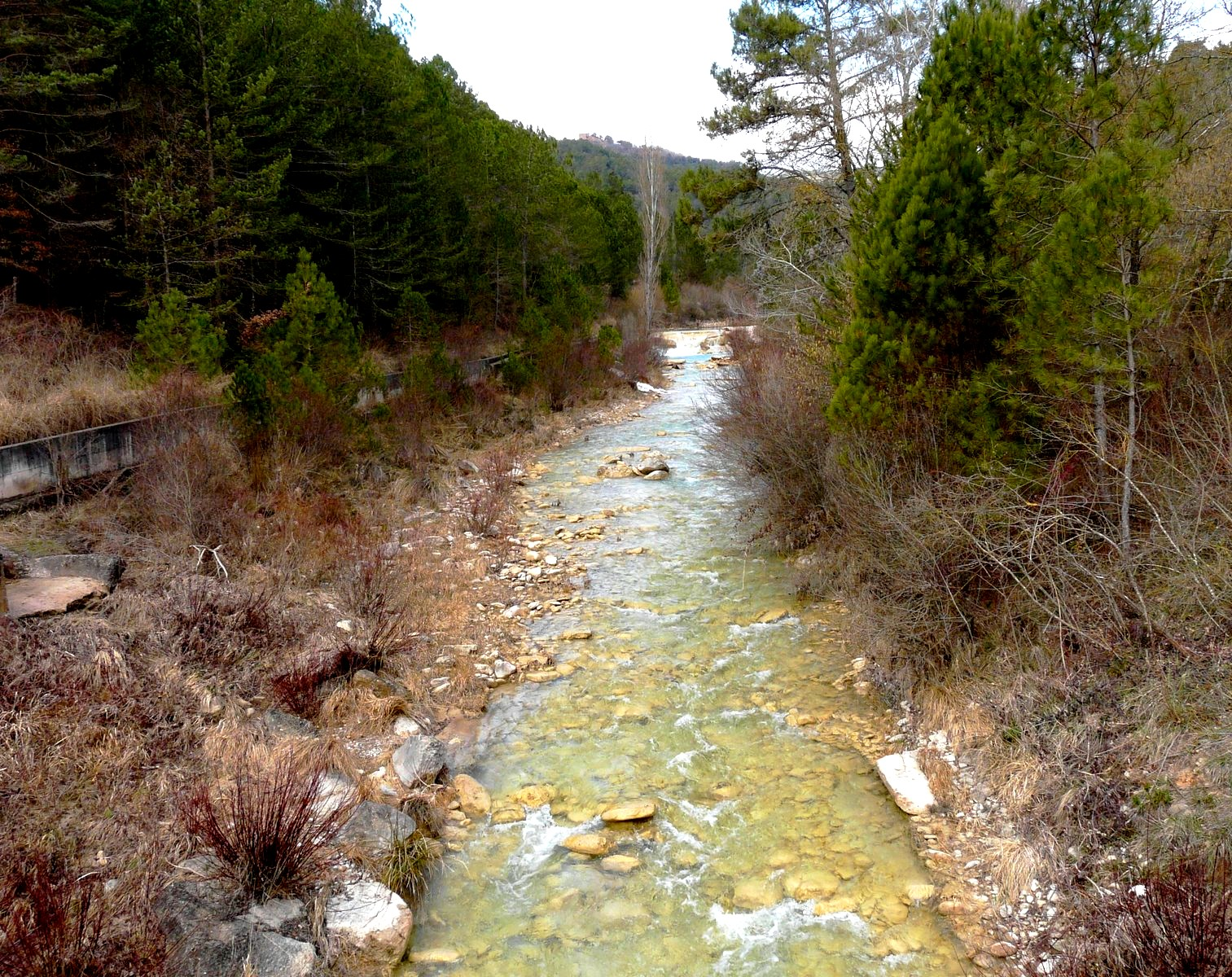
El riu Rialb en el seu tram mitjà, al Rialb Sobirà, al nord del terme municipal

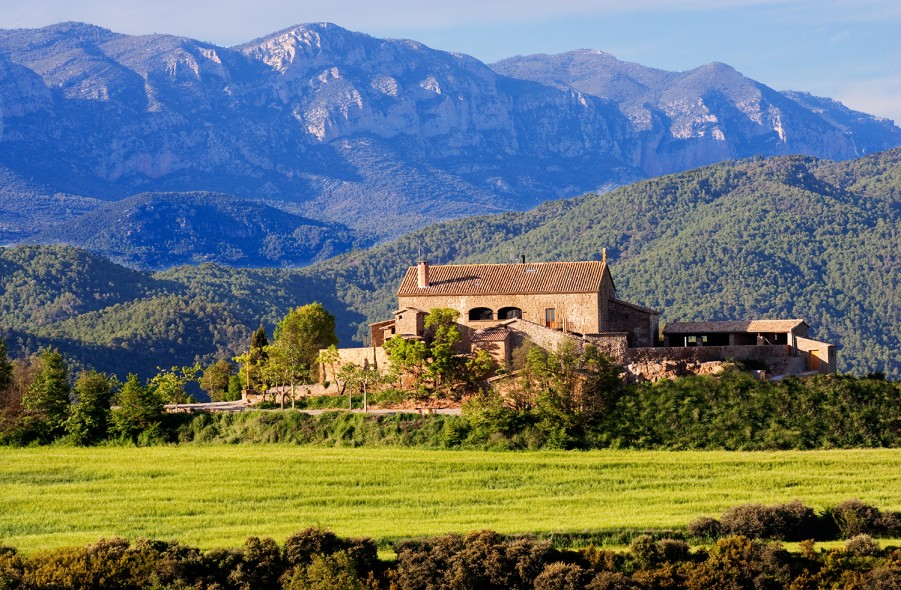
Entorns del mas d'Heretat de Guàrdia, al nucli de Palau de Rialb

El nom de Baronia, semblantment al de les baronies de Sant Oïsme o de Lavansa, li ve del fet que un bon sector del seu terme havia constituït un antic terme jurisdiccional o baronia, estructurada ja al segle xiv dins la vegueria d'Agramunt, que tingué entre altres senyors els Ribelles, com Ponç de Ribelles, que l'any 1376 era senyor de Rialb Jussà, Rialb Sobirà i Pallerols. Sembla que el seu castell o casa senyorial, dit de Rialb o de Sòls de Riu, se situava no gaire lluny de la Torre, on existeixen les runes d'una gran construcció, a la ribera esquerra del riu Alb. A inicis del segle xv la baronia era de domini reial i fou en aquell temps quan el rei Alfons el Magnànim la vengué a Ramon de Casaldàliga, ciutadà de Saragossa. Aquesta família la mantingué fins a principi del segle xvi, després passà als Alentorn, senyors de Seró, de qui, per successius enllaços matrimonials, passà als Rocabertí, senyors de Tagamanent, i als Pinós, esdevinguts marquesos de Barberà el 1702. Els darrers barons foren els Mercader i Sadurní.
Pel que es refereix al determinatiu de Rialb (o Riaup, com diuen els autòctons), comú a molts altres centres del terme, el té del riu Alb o Rialb (de Rivo Albo en llatí), és a dir, el riu blanc; en al·lusió a la coloració del llit del riu a causa de la sedimentació calcària.

### El concepte muntanya-refugi
Pel que fa a les fortificacions defensives de la demarcació de Baronia, els topònims com la Bastida, Bellfort, Guàrdia, Guardiola o la Torre, fan referència a antigues turres o torres de guaita i nuclis fortificats, els quals, conjuntament amb els castells refugi de Rialb, Salinoves o Tarabau, conformaven la xarxa de protecció i control de la vall rialpenca durant el període medieval.
Aquest vell concepte de muntanya-refugi feia referència a l'obstacle natural de les difícils i intricades comunicacions de la vall, un refugi formidable, especialment en la seva part alta, solcada per estretes torrenteres i barrancs gairebé infranquejables. Un concepte, aquest, que retrobà la seva vigència en dos episodis de la nostra recent història col·lectiva: durant els anys de la Guerra Civil del 1936-1939, quan aquest marc geogràfic serví de refugi i emparament a nombrosos fugitius de la zona republicana, com a etapa prèvia per passar a Andorra i, posteriorment a la zona franquista; al cap d'un temps, però aquesta vegada en sentit invers, la Baronia serví com a plataforma d'operacions de les partides armades dels maquis republicans que provinents d'Occitània envaïen el Pirineu i el Pre-Pirineu durant el 1944 i el 1945 per tal de combatre la dictadura franquista. Aquell hivern fins i tot s'arriscaren a fer una entrada esporàdica a la població de Gualter.

## Demografia
Vegeu també: Toponímia de les cases de la Baronia de Rialb
No consta informació concreta de la població de la vall d'abans del segle xiv i cal suposar que en aquell temps estaria al nivell demogràfic dels altres pobles de la muntanya catalana. En aquesta fita ja existien les famílies que han estat tradicionalment propietàries de la seva casa i que normalment en portaven el nom. Molts cabalers i potser algunes famílies des de l'antigor han anat emigrant cap a poblacions majors; per això en la patronímia de Ponts i altres pobles, concretament Agramunt, hi trobem en el segle xiv molts cognoms de persones que procedien del Rialb. S'hi llegeix els Puig, Cerdanyés, Batalla, Vilamaians, Baró, Salinoves, Trilla, Coll, Rialb, Barrat, G. de l'Era, Marçol, Gualter i altres. Basant-se en aquestes dades, en les cites eventuals que es troben en altres documents anteriors de lloc i cases del Rialb, com dels molins, que en algun temps havien estat més de cinc; segons les capelles romàniques, que sempre solien situar-se prop d'un mas i estudiant la mateixa arqueologia de la construcció, es pot apuntar que abans de l'època dels fogatges i de les epidèmies de la segona meitat del segle xiv, aquest territori estava tan poblat com ho fou a la fi del segle xviii, i s'hi comptaven unes 60 cases i unes 11 famílies més de Gualter.
El 1787, en el cens elaborat per ordre del comte de Floridablanca es recollien tots els individus i les seves característiques estamentàries. Pel que fa al terme del Rialb i, en concret a la parròquia de la Torre, la qual comprenia també Pallerols i el Puig, el nombre d'habitants de fet era de 256. El segon nucli amb major nombre d'habitants era el terme de la Donzell de Sant Cristòfol, el qual depenia llavors de la parròquia de Sant Martí del Puig, on hi vivien 110 persones. A Bellfort hi havia 68 habitants, a Gualter eren 62 i a Vilaplana n'hi residien 18. El nombre total d'habitants del que comprèn l'actual municipi era, en aquell moment, de 514, dels quals 48 eren propietaris o caps de casa, 42 eren assalariats, 5 eren sacerdots i hi havia 1 estudiant i 1 artesà.
A partir de 1845 una reforma tributària del llavors ministre d'Hisenda Alejandro Mon, implantà als municipis la confecció d'un Libro de Apeo. El de la Baronia és datat del juliol de 1859 i hi apareix una relació amb 210 propietaris autòctons i 21 de forans del terme municipal i el seu indret de residència. La població era superior als 1.500 habitants aproximadament.
El 1911, segons les dades demogràfiques i econòmiques aparegudes dins la Guia Mercantil de la província de Lleida, el municipi tenia 1.244 habitants de fet i 1.248 habitants de dret, on Gualter era el nucli més poblat amb 241 habitants i, a continuació, Polig amb 84 habitants. Des de principi del segle xx la població ha minvat i, avui en dia, compta amb poc més de 235 habitants.
| Entitat de població          | Habitants (2024) |
| Gualter                      | 101              |
| Pallerols de Rialb           | 23               |
| la Serra de Rialb            | 20               |
| Polig                        | 17               |
| Bellfort                     | 14               |
| Vilaplana                    | 13               |
| Sant Martí de Rialb          | 11               |
| la Torre de Rialb            | 10               |
| el Palau de Rialb            | 10               |
| el Puig de Rialb             | 7                |
| Sant Cristòfol de la Donzell | 4                |
| Font: Idescat                |                  |

| 1497 f | 1515 f | 1553 f | 1717 | 1787 | 1857  | 1877  | 1887  | 1900  | 1910  |
| ------ | ------ | ------ | ---- | ---- | ----- | ----- | ----- | ----- | ----- |
| 15     | 9      | 71     | 228  | 514  | 1.665 | 1.243 | 1.250 | 1.244 | 1.062 |

| 1920  | 1930 | 1940 | 1950 | 1960 | 1970 | 1981 | 1990 | 1992 | 1994 |
| ----- | ---- | ---- | ---- | ---- | ---- | ---- | ---- | ---- | ---- |
| 1.066 | 962  | 839  | 831  | 655  | 397  | 298  | 264  | 257  | 257  |

| 1996 | 1998 | 2000 | 2002 | 2004 | 2006 | 2008 | 2010 | 2012 | 2014 |
| ---- | ---- | ---- | ---- | ---- | ---- | ---- | ---- | ---- | ---- |
| 251  | 247  | 266  | 276  | 279  | 281  | 276  | 261  | 255  | 235  |

| 2016 | 2018 | 2020 | 2022 | 2024 | 2026 | 2028 | 2030 | 2032 | 2034 |
| ---- | ---- | ---- | ---- | ---- | ---- | ---- | ---- | ---- | ---- |
| 240  | 231  | 229  | 229  | 231  | -    | -    | -    | -    | -    |

## Política i govern

### Mandats en el període democràtic

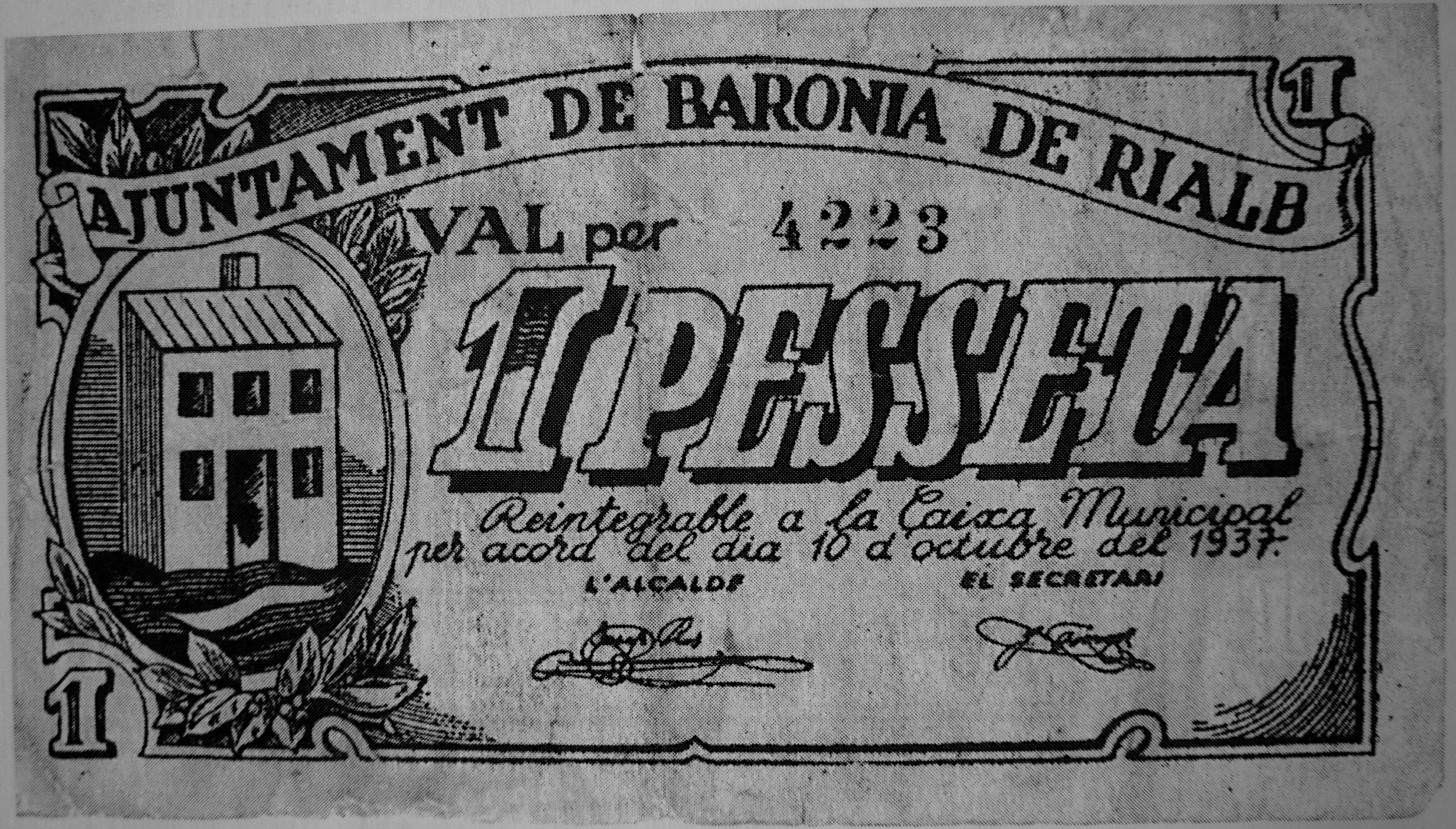
Bitllet valorat en una pesseta emès pel consistori municipal de la Baronia a l'octubre de 1937 en plena Guerra Civil. També hi havia paper moneda de 25 i 10 cèntims

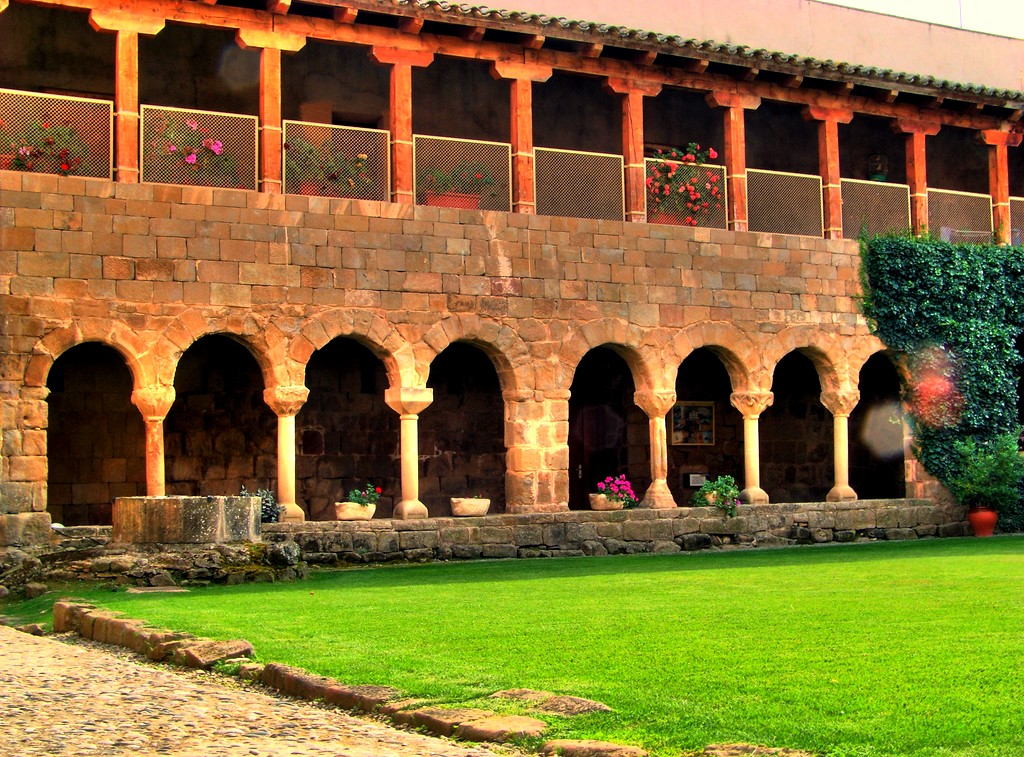
Claustre del Monestir de Santa Maria de Gualter, on també s'hi ubica l'actual casa consistorial i l'oficina de turisme municipal

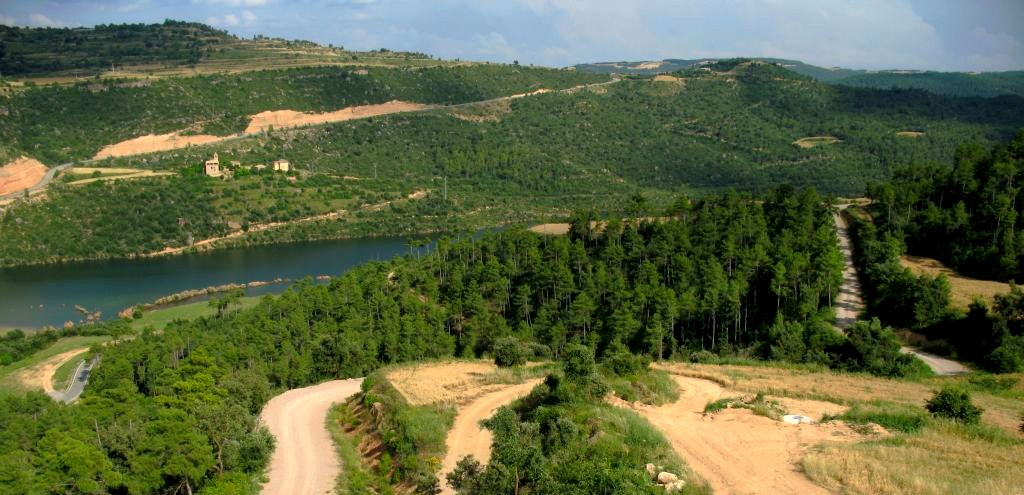
Boscs a la Torre de Rialb amb les aigües del pantà de Rialb al fons

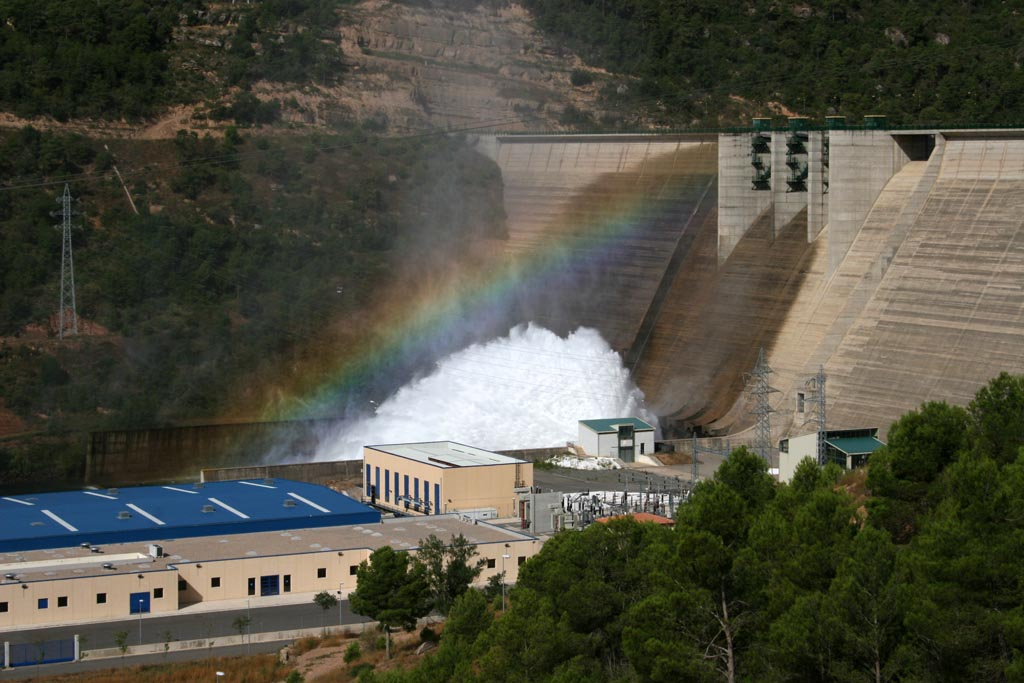
Central hidroelèctrica i comportes del pantà de Rialb, prop del poble de Gualter

| Període   | Alcalde                                                             | Partit |
| 1979-1983 | Josep Serra i Bosch                                                 | UCD    |
| 1983-1987 | Josep Serra i Bosch                                                 | CiU    |
| 1987-1991 | Josep Serra i Bosch                                                 | CiU    |
| 1991-1995 | Miquel Gabernet i Bernaus (1991-1992) Pere Prat i Torra (1992-1995) | CiU    |
| 1995-1999 | Pere Prat i Torra                                                   | CiU    |
| 1999-2003 | Pere Prat i Torra                                                   | CiU    |
| 2003-2007 | Pere Prat i Torra                                                   | CiU    |
| 2007-2011 | Pere Prat i Torra                                                   | CiU    |
| 2011-2015 | Pere Prat i Torra                                                   | CiU    |
| 2015-2019 | Antoni Reig Torné                                                   | CiU    |
| 2019-2023 | Antoni Reig Torné                                                   | PDeCAT |
| 2023-     | Antoni Reig Torné                                                   | Junts  |

| Candidatura | Candidatura                                             | Cap de llista          | Vots | Regidors | % vots |
| ----------- | ------------------------------------------------------- | ---------------------- | ---- | -------- | ------ |
|             | Convergència i Unió                                     | Pere Prat i Torra      | 135  | 5        | 71,81  |
|             | Independents per la Baronia - Acord Municipal (IB - AM) | Josep Subarroca Trepat | 52   | 2        | 27,66  |
|             | En blanc                                                |                        | 1    | -        | 0,52   |
|             | Vots nuls                                               |                        | 3    | -        | 1,57   |
| Total       | Total                                                   | 191                    | 191  | 7        | 100    |

## Economia

### Sectors tradicionals
El sector primari és encara el que arrossega més ocupació al municipi. Un país amb uns planells regables, unes solanes i unes carenes cultivables, amb un nivell que va dels quasi 400 m. a més dels 800 m. d'altitud de terra aprofitable, és apte per a conreus molt variats. Així, l'agricultura és majoritàriament de secà (ordi, blat, civada, vinya, oliveres i ametllers) i de regadiu a prop del Segre, a l'Horta de Gualter (hortalisses, panís i cirerers). Actualment, però, hi ha en projecte concessional la transformació de secà en regadiu d'algunes zones de la Baronia i altres municipis limítrofs. Pel que fa a la ramaderia, el sector porcí n'és el principal, però també hi ha explotacions de bestiar oví, caprí, boví i avícola. D'altra banda, els boscos de coníferes (pinassa) han estat sempre un aprofitament notable per l'explotació forestal de fusta i, altres, com la de roure, alzina, ginebre, ametller o avellaner per extreure llenya. I, també, l'aprofitament fluvial per produir electricitat mitjançant les subestacions hidroelèctriques de Rialb-1 i Rialb-2, construïdes a peu de la presa de Rialb i inaugurades l'estiu de 2006, i per la producció de truites de riu en piscifactories al tram inferior del Rialb.
El sector secundari és poc significatiu i aquest s'orienta cap a subsectors com el de la construcció i, en especial, el de l'alimentació. Existeix una explotació avícola que distribueix ous frescos amb la marca L'ou de Rialb per arreu del país, igual que des de l'àmbit privat i l'Administració s'està comercialitzant la tòfona negra fresca, que és oriünda de la zona, sota la marca Tòfona de la Baronia de Rialb. Altres dues empreses del sector alimentari són: una dedicada a la venda d'embotits i productes artesans d'elaboració pròpia, i una dedicada a la producció de truites, al·luvions i ous de truita.
Finalment, en l'àmbit dels serveis, bàsicament és la vila de Ponts i, en menor grau, Peramola i Oliana, qui supleixen les deficiències dels pobles i els masos que hi ha dispersos per la Baronia i que tot i el pas del temps i l'abandonament de molts d'aquests, actualment es troben habitats.

### Turisme
És el turisme el sector d'oportunitats per la gent de dins i de fora del municipi. I és que el fet de ser un territori tan poc transformat per la mà de l'home i tan extens en superfície, implica que els valors paisatgístics es mantinguin quasi intactes i, que aspectes tan valorats com la recerca de tranquil·litat i naturalesa es converteixin en un grau d'atracció per als visitants. Atractius diversos (cultura, art, natura, esports d'aventura, cinegètica…) han propiciat l'impuls del turisme rural amb la restauració de molts antics masos deshabitats i altres edificis com antigues escoles o rectories per tal de convertir-se en allotjaments rurals. L'any 2000 el municipi no disposava de cap casa rural i el 2009 eren una vintena. Pel que fa a la restauració hi ha dos establiments: un en una travessia de la plaça de l'església de Gualter i un altre en un mas típic català del segle xv, que és també una residència-casa de pagès (RCP), al nucli de Sant Martí de Rialb.

## Comunicacions i transports

### Vies de transport anys enrere

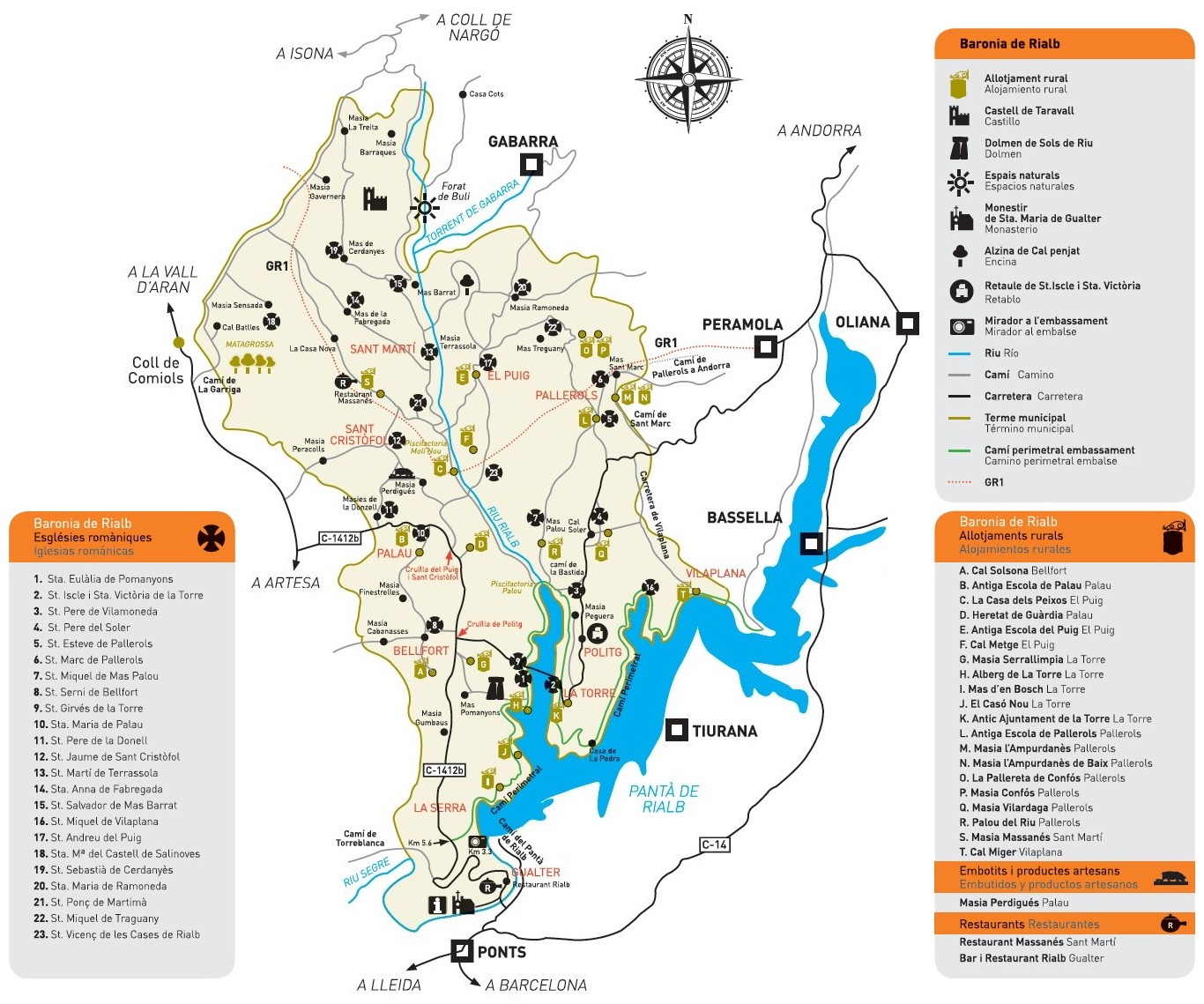
Mapa i situació dels majors atractius turístics del municipi

Existí un camí ral de Bassella a la Conca Dellà, que passava per Pallerols de Rialb, Molí Nou, Casa Nova de les Garrigues i Grau de Moles. Un més antic partia de Gualter per la Costa de Sant Joan de Torreblanca, Escobet de Batlliu, Collet de Benavent, a Morers (Covet). A part de Gualter, a la resta de la Baronia, fins aproximadament l'any 1946, que es varen començar a obrir camins, pràcticament tot el transport es realitzava a bast amb animals de peu rodó.
Sobre el riu Segre hi havia hagut dos passos importants: un al mas de Sòls de Riu, avui en dia davall les aigües de l'embassament de Rialb, i l'altre a Gualter. Aquest primer, en un principi havia estat en barca i, posteriorment, en sirgó. El segon, a sota del monestir de Santa Maria de Gualter, era més conegut i transitat. Ja des de mitjan segle xi a la vall del Segre es va començar la substitució d'antigues palanques de fusta que travessaven el riu per alçar-hi ponts de pedra. L'existència del camí de la Conca i el propòsit de facilitar els intercanvis entre els vilatans de Ponts i els monjos del mateix monestir, conjuntament amb els habitants de Gualter i la vall del Rialb, van permetre la construcció d'un pont per aquesta via. Això no obstant, les periòdiques riuades del Segre havien destruït aquesta infraestructura diversos cops. De tal manera, que el 1619 se l'hagué de substituir per una barcassa de sirga; un sistema de transbordament del riu que es mantingué fins al primer terç del segle xx i que, fins i tot, rebé lloances de l'escriptor anglès Arthur Young en un dels seus llibres:
| «                                         | Baixem cap a una rica vall i arribem a Ponts. Hem passat el riu Segre en una barca molt més ben preparada per rebre cavalls i carruatges que tot el que he vist a Anglaterra. He travessat així el Tàmesi, el Severn, el Trent; sempre es veien obligats els cavalls a saltar a la barca per un pas estret, amb perill de trencar-se les potes; són molts els qui s'han matat provant de saltar, i no són menys els bous i les vaques. Aquí es pot passar en carruatge sense desenganxar els animals i sense que ningú es mogui del seu lloc. És una corda que s'enrotlla en un tambor la que dirigeix la barca. | » |
| — Arthur Young, Viatge a Catalunya (1787) | |   |

Finalment, el servei de barcassa deixà de funcionar el 1927 a causa de la construcció de l'actual pont sobre el Segre.

### Xarxa de camins i carreteres actual
En l'actualitat, la millora de carreteres i camins ha permès una millor mobilitat i accés en nuclis de població, masos i allotjaments rurals disseminats d'arreu de la vall, explotacions agrícoles i ramaderes, etc. La carretera C-1412b, que travessa el municipi de sud a nord durant disset quilòmetres, aporta un gran servei als autòctons i forasters que hi passen, ensems que facilita el pas de transport entre les comarques de la Catalunya Central amb les de la Pallaresa. Durant el tram recorregut per la Baronia, la carretera transcorre pels peus de pobles com Gualter i la Serra de Rialb i dona accés a nombrosos camins.
D'altra banda, la mateixa C-1412b es bifurca en el punt quilomètric 12,5 i forma una altra carretera que va des del centre a l'oest del municipi en direcció al terme de Peramola, a l'Alt Urgell. Aquest tram d'uns vint quilòmetres comunica amb els nuclis rialpencs de l'esquerra del riu Rialb, a través d'un pont a la Torre, com són Polig, Pallerols, Vilaplana i el poble de la Clua del terme de Bassella.
Altres infraestructures menys rellevants però no per això prescindibles són la carretera perimetral que envolta al pantà o el camí carreter que mana des de la Collada de la Santa cap al Rialb Sobirà, per tant, vers als nuclis del Puig, Sant Martí de Rialb i Sant Cristòfol de la Donzell i, més enllà, a l'indret del Forat de Bulí i la població de Gavarra dins el municipi de Coll de Nargó. També hi ha camins que han deixat de ser antigues rutes majoritàriament comercials o utilitzades durant l'exili de les guerres, per a passar a ser senders de muntanya com el GR-1, que creua la vall del Rialb d'est a oest.

## Atractius històrics i paisatgístics

### Natura i esport
La major part del municipi està format per grans paratges i extensions forestals, especialment al centre i al nord, que poden resultar interessants per excursionistes, boletaires o, fins i tot, per caçadors. Hi ha diferents vedats privats de caça, que en època de cacera apleguen els amants de la cinegètica a la recerca de porcs fers, perdius i conills de bosc, entre d'altres. Un altre tret característic d'aquests boscos és la presència, en alguns indrets, de bolets com la mocosa negra (Hygrophorus latitabundus), el rovelló (Lactarius sanguifluus), l'agulleta blanca (Hydnum albidum), o altres fongs de gran valor culinari com la tòfona negra silvestre (Tuber melanosporum); aquesta última, a través del Centre Tecnològic i Forestal de Catalunya (CTFC) que ha endegat un programa per la recuperació de les toferes, ha permès a alguns propietaris de terres a atrevir-se amb el seu cultiu per ésser comercialitzada i convertir la tubericultura en una alternativa rendible a les activitats agràries tradicionals. Fins i tot, està aprovat el projecte de creació del Centre d'Interpretació i Degustació de la Tòfona de la Baronia (CIDET), l'únic centre dedicat a aquest fong a Catalunya.
- Presa de Rialb

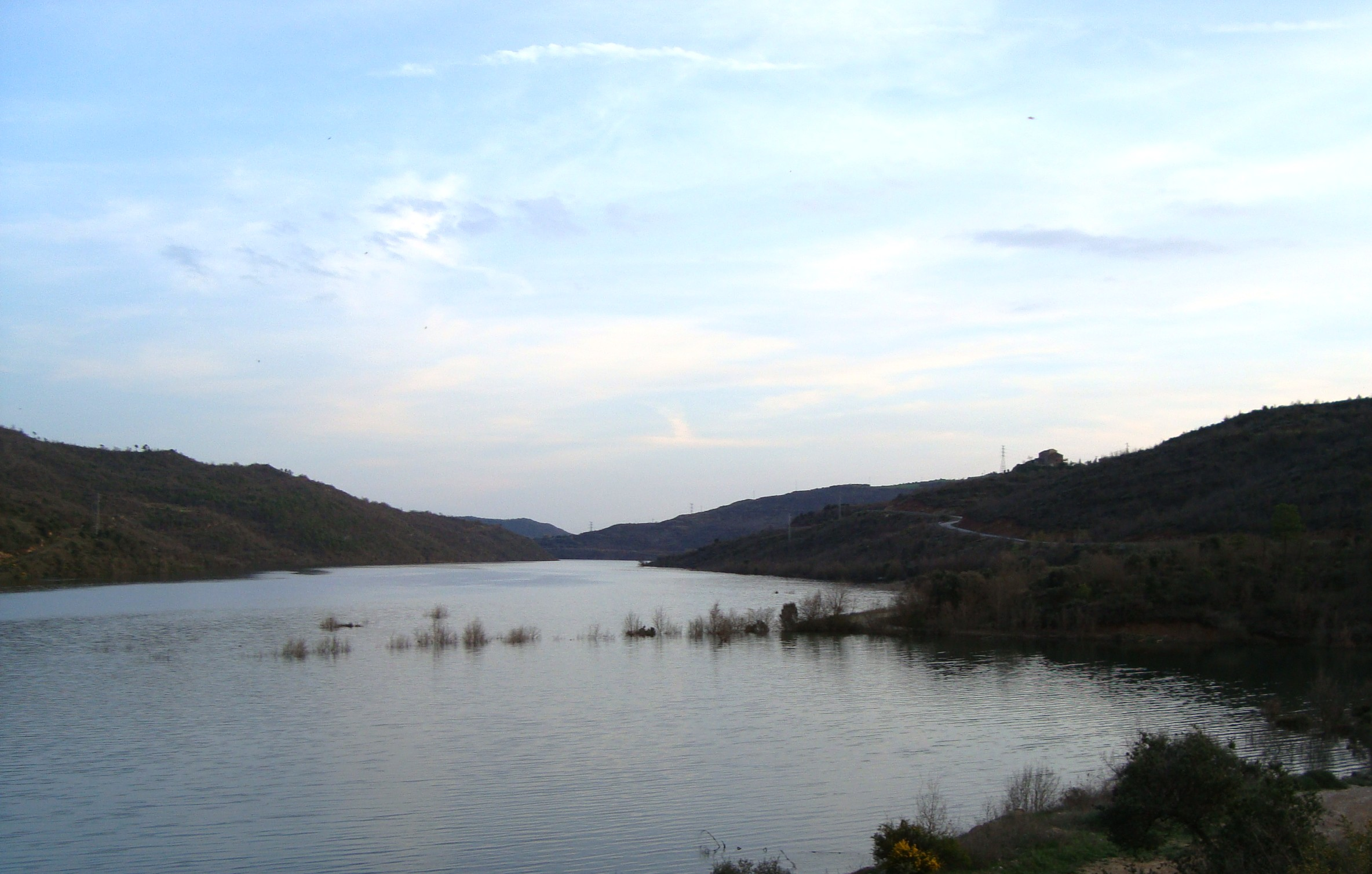
El pantà de Rialb des de l'àrea del dolmen de Sòls de Riu, a la Torre

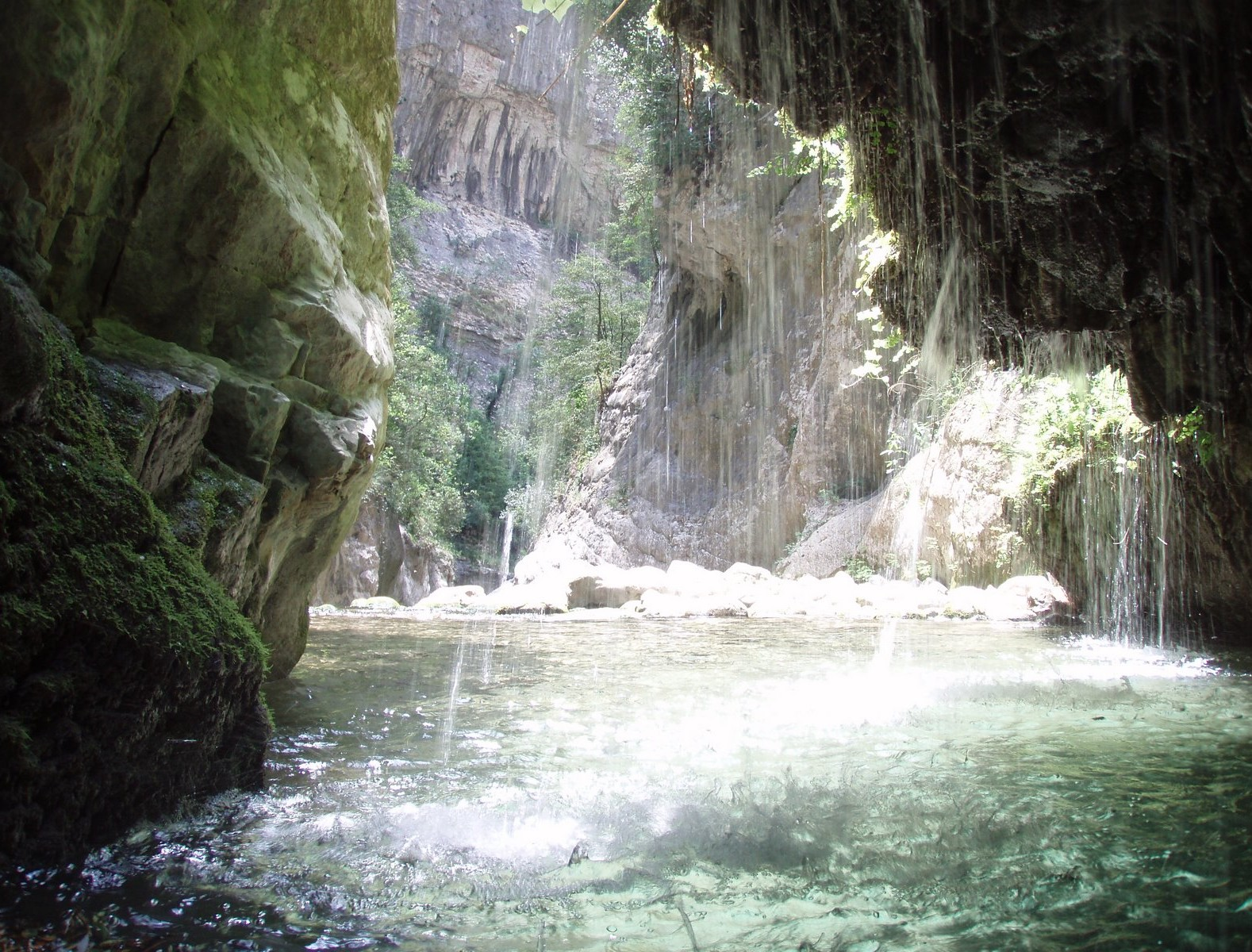
Salts d'aigua del riu Rialb a l'engorjat del Forat de Bulí

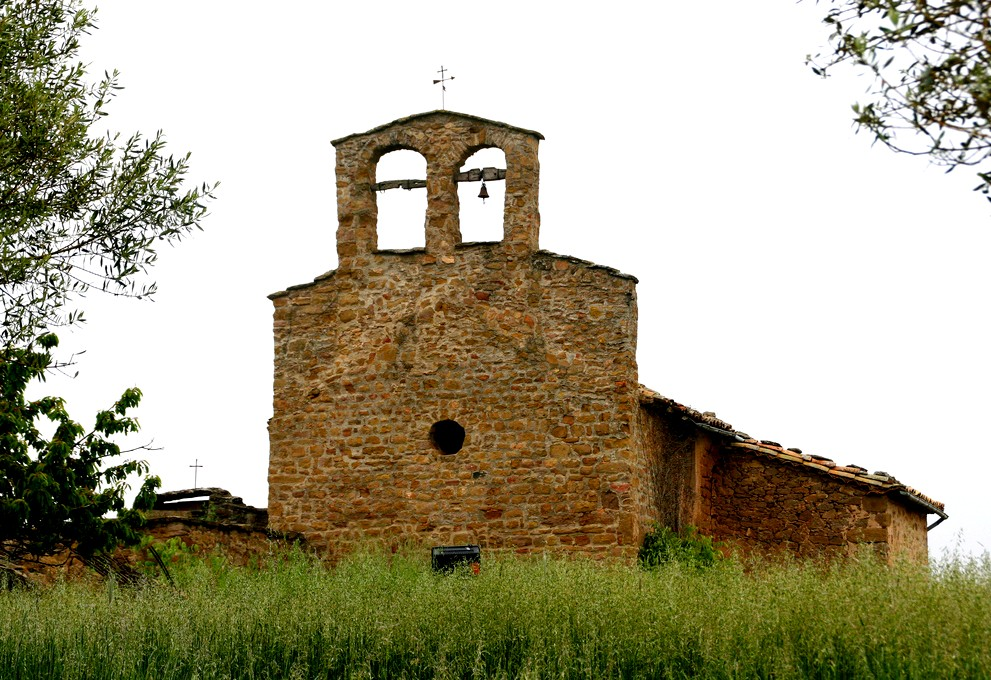
Ermita de Sant Miquel de Vilaplana (-)

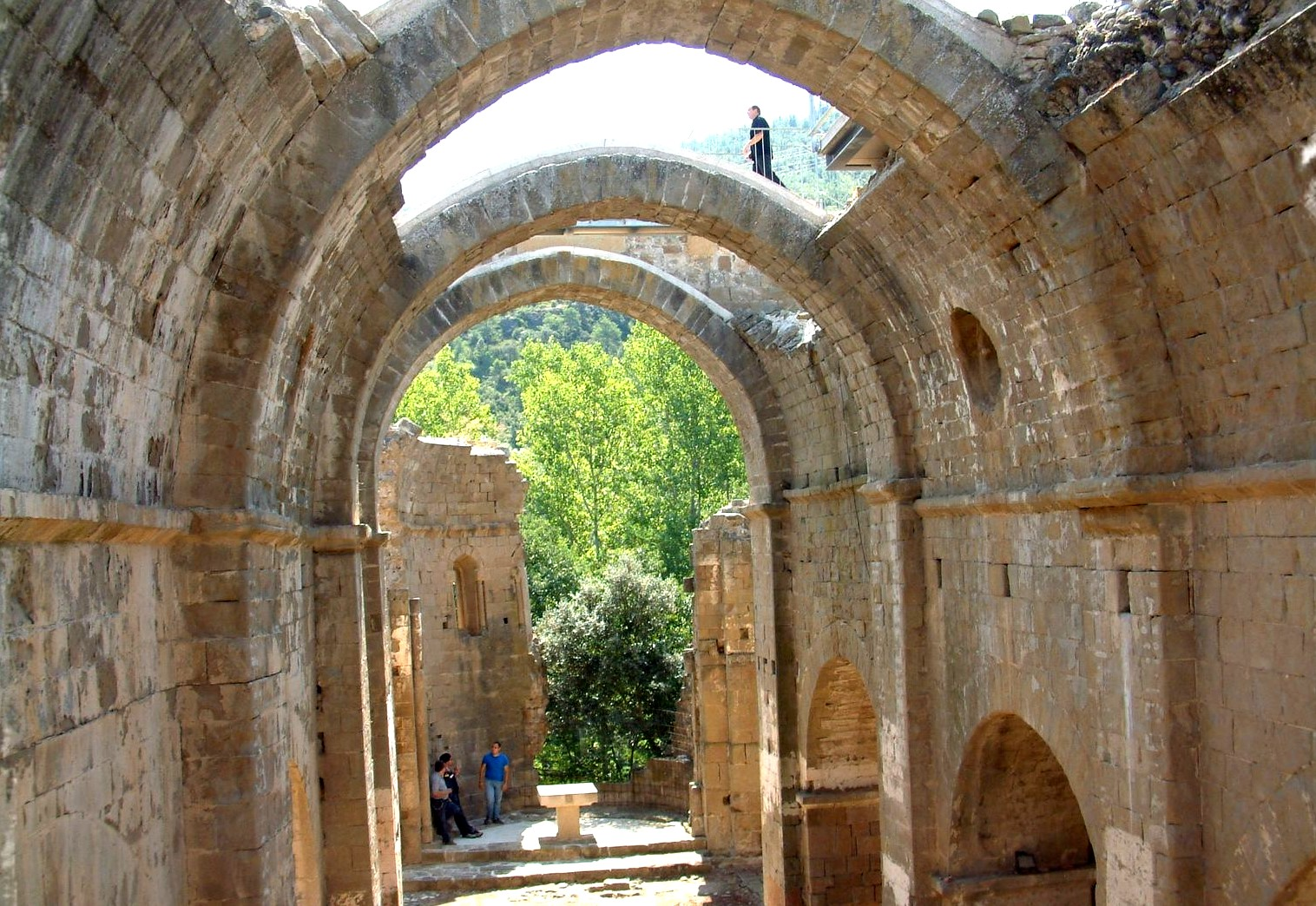
Església del monestir benedicití de Santa Maria de Gualter

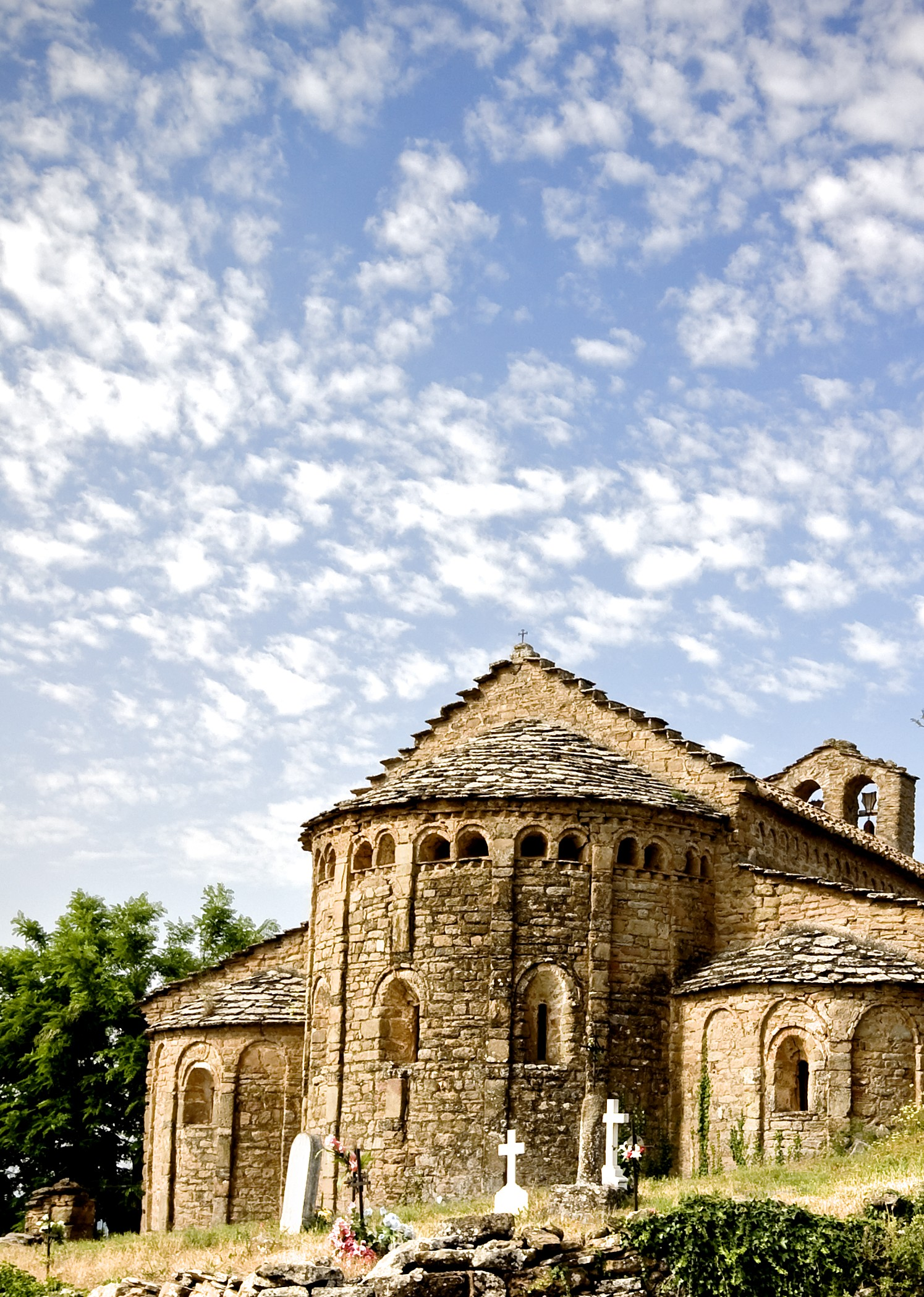
Església d'estil romànic llombard de Santa Maria de Palau de Rialb

L'embassament, de 101 metres d'alçada, es va començar a construir l'any 1992, però no va executar-se la primera fase d'omplerta fins al 1999; al febrer de 2000 és quan va ser inaugurat. Té una capacitat de 402 hectòmetres cúbics i no fou fins a la primavera de 2008 quan superà els 211 hm³. Els seus principals destinataris són els canals d'Urgell i Segarra-Garrigues. L'embassament és apte per pràctiques lúdico-esportives d'aigua com la pesca esportiva, el piragüisme i el passeig amb barques o motos d'aigua. En aquest mateix entorn s'hi ha celebrat la Rialb Btt Tour (anteriorment denominada Pedalada del Segre).
- Forat de Bulí

Congost engorjat al tram mitjà del riu Rialb amb trets característics d'espectacular bellesa que el fan únic a Catalunya. És apte per pràctiques esportives d'aventura com el barranquisme. S'hi accedeix per una pista asfaltada derivada de la carretera comarcal C-1412b, que uneix Ponts amb els Pallars, en el PK 15,250 a l'altura de la Collada de la Santa. Aquest camí asfaltat segueix el traçat del Rialb fins al forat; a la darreria de 2009 començà l'actuació d'una segona fase de condicionament i millora del camí, que afecta els municipis de la Baronia i Coll de Nargó.
- Alzinera de Cal Penjat

Aquesta carrasca centenària (Quercus ilex subs. rotundifolia) és d'interès local i comarcal i està catalogada com a arbre monumental de Catalunya segons el Decret 214/1987, de 9 de juny, sobre declaració d'arbres monumentals. Es troba al costat del casalot de Cal Penjat, en el paratge de Ramoneda, al nucli del Puig de Rialb.
- Sender de Gran Recorregut - Sender Històric o GR-1

Vegeu també: GR 1
El terme municipal està creuat pel GR-1 de manera transversal (est-oest) a la seva part mitjana-alta. Aquest llarg sender segueix, a Catalunya, un recorregut entre Empúries, a la costa empordanesa, fins al Pont de Montanyana, a tocar amb l'Aragó. A la Baronia de Rialb entra per la zona est a la Serra de Sant Marc des de Peramola, continua per Pallerols de Rialb fins al riu Rialb, on el creua a l'altura d'Olivelles, llavors continua paral·lel al barranc de Maçaners, passant per Sant Cristòfol de la Donzell i seguint el camí fins al puig de Sant Miquel i la Serra de Comiols a l'oest, ja al Pallars Jussà.
- Camí de Pallerols de Rialb a Andorra

Vegeu també: Trobada de la Rosa
Itinerari completament senyalitzat i apte per la pràctica del senderisme. Fou creat per recuperar i donar a conèixer aquells antics camins que comunicaven les cases de muntanya disperses arreu del Prepirineu i Pirineu català; rutes de ramaders, mercaders, contrabandistes i fugitius. Aquest sender fou molt transcorregut durant la Guerra Civil espanyola, i àdhuc els anys immediatament després d'acabar-se el conflicte. Un d'aquests caminants cap a l'exili fou Sant Josepmaria Escrivà de Balaguer, que dormí a l'església de Sant Esteve de Pallerols l'hivern de 1937 per després prosseguir cap al Principat d'Andorra. Dit esdeveniment duu molts excursionistes, peregrins i gent de tota mena a emprendre el camí.

### El Romànic del Rialb
Un total de vint-i-tres ermites d'estil romànic es reparteixen per la vall, el major nombre en un mateix municipi a Catalunya. Destaquen l'antic monestir benedictí de Santa Maria de Gualter i altres esglésies com les de Santa Maria de Palau, Sant Esteve de Pallerols, Sant Miquel de Vilaplana i Sant Iscle i Santa Victòria de la Torre amb el retaule del mateix nom. També és interessant Santa Eulàlia de Pomanyons, al costat del dolmen de Sòls de Riu.
- Monestir de Gualter

Ocupat pels àrabs fins al segle xi, quan es va completar l'ocupació cristiana de la zona, el monestir va ser el nucli més significatiu. Es va volar en un motí durant la Guerra Civil, però encara conserva als murs perimetrals part dels tres absis, així com un sector d'un claustre romànic. Actualment, part de l'edifici està habilitat com la seu de l'Ajuntament i de l'Oficina de Turisme i Centre d'Acollida i Gestió Patrimonial de la Baronia, la qual serveix com a punt de gestió i d'informació sobre totes les activitats turístiques i culturals del municipi. Un altre element remarcable és el retaule d'estil italo-gòtic de Sant Esteve de Gualter, de l'artista català Jaume Serra, del que se'n conserva l'original al Museu Nacional d'Art de Catalunya (MNAC) a Barcelona i se n'exposa una còpia a escala real a les dependències municipals.
- Santa Maria de Palau de Rialb

Al nucli de Palau de Rialb és on se situa aquesta església d'estil romànic dels segles xi-xiii i que, pel seu notable valor arquitectònic, fou estudiada en el seu moment per Puig i Cadafalch. Fins al segle passat, l'església i la parròquia pertanyien al priorat de Santa Maria per una donació de Garsenda (1059), muller de Guillem de Meià, fundador del priorat. És de planta basilical de tres naus, cobertes aquestes per voltes de canó de perfil semicircular. Les façanes absidals i les laterals estan ornamentades amb motius llombards.
- Sòls de Riu, Santa Eulàlia de Pomanyons i Sant Girvés de la Torre

De l'època prehistòrica trobem el dolmen de Sòls de Riu (o de Solsderiu o dels Tres Pilars), un megàlit alçat fa més de quatre mil anys i fet amb grans pedres verticals cobertes per una gran roca. Aquest monument funerari, igual que les esglésies de Santa Eulàlia del mas de Pomanyons i de Sant Girvés de la Torre, va ser canviat de l'emplaçament originari per salvaguardar-lo de les aigües del pantà de Rialb. Es troba al nucli de la Torre de Rialb.

## Festes i tradicions

### Folklore i celebracions
Un país, que des de temps antics fou colonitzat per institucions religioses i pels comtes d'Urgell, no podia ser menys que ésser religiós i imbuït de les tradicions cristianes. D'ençà mitjan segle xx, degut a la despoblació de la Baronia i a la manca de capellans, s'ha oblidat bona part del costumari religiós, però s'ha anat desenvolupant un de nou amb elements antics i amb altres de pagans. De tot plegat, s'han recuperat velles celebracions i s'han incorporat algunes de noves, que han estat recolzades pels mateixos conciutadans i per l'Administració, a fi de ser un punt de trobada entre els habitants i un focus d'interès pel turisme.

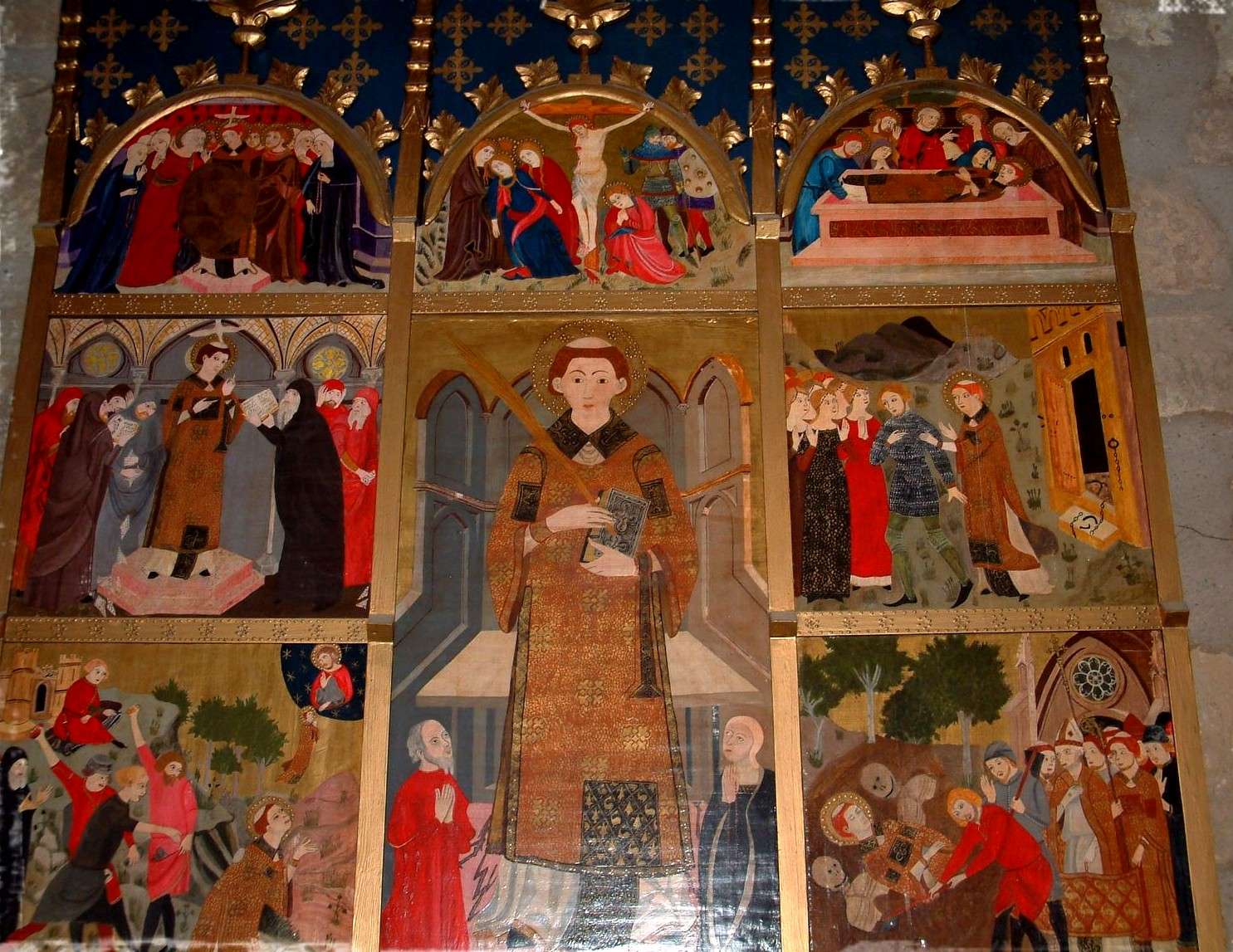
Còpia del retaule italo-gòtic de Sant Esteve de Gualter que es troba al monestir; l'original es conserva al MNAC

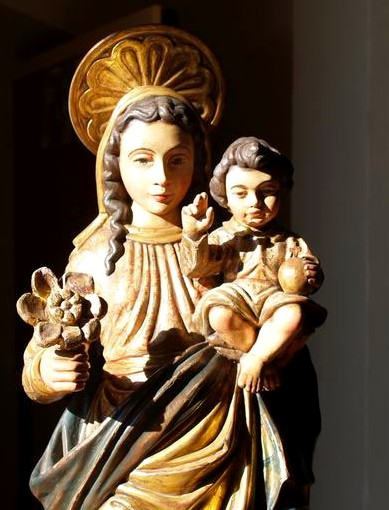
Imatge de la Mare de Déu del Roser de Pallerols de Rialb, que es troba a l'església romànica de Sant Esteve de dita població. Té uns goigs propis

| Mes      | Dia                                  | Festa                         | Població            |
| -------- | ------------------------------------ | ----------------------------- | ------------------- |
| Febrer   | Dimarts de Carnaval                  | Ranxo                         | Gualter             |
| Abril    | Penúltim diumenge                    | Aplec de Sant Marc            | Pallerols de Rialb  |
| Maig     | Primer diumenge                      | Festa Major                   | Sant Martí de Rialb |
| Maig     | Segon o tercer diumenge              | Aplec del Roser de la Baronia | Palau de Rialb      |
| Maig     | Festivitat de la Santíssima Trinitat | Festa Major                   | La Torre de Rialb   |
| Juny     | Primer diumenge                      | Festa Major                   | Polig               |
| Juny     | Primer diumenge                      | Roser de la Cirera            | Gualter             |
| Juliol   | Penúltim dissabte                    | Trobada cultural al Monestir  | Gualter             |
| Agost    | Dia 15, Mare de Déu d'Agost          | Festa Major                   | Palau de Rialb      |
| Agost    | Últim diumenge                       | Festa Major                   | Bellfort            |
| Setembre | Primer diumenge                      | Festa Major                   | La Serra de Rialb   |
| Setembre | Tercer dissabte                      | Festa Major                   | Vilaplana           |
| Octubre  | Primer diumenge                      | Festa Major                   | El Puig de Rialb    |
| Octubre  | Primer diumenge                      | Festa Major                   | Gualter             |
| Novembre | Diumenge més proper al 22            | Trobada de la Rosa            | Pallerols de Rialb  |
| Novembre | Últim diumenge                       | Aplec popular                 | Bellfort            |

### Grillsde Dijous Sant
Els grills, grillats o també dits majos formen part del gran nombre de tradicions ancestrals de la contrada. Es fan en temps de quaresma per a estar llestos per al monument del Dijous Sant. Anys enrere, la gent es passava aquest dia a les esglésies per les diferents celebracions religioses que s'hi donaven.
Aquests grills es preparen els primers dies de quaresma de la següent manera: es planten en tests formant diferents capes, la primera de palla al fons del test, així s'aconsegueix que pesin menys i estalviar terra, la capa de llavor: en general llegums o veces, però també blat i, finalment, una darrera capa de terra. Després es deixen en un celler o en un cambra fosca i humida i es reguen diàriament.

## Climatologia

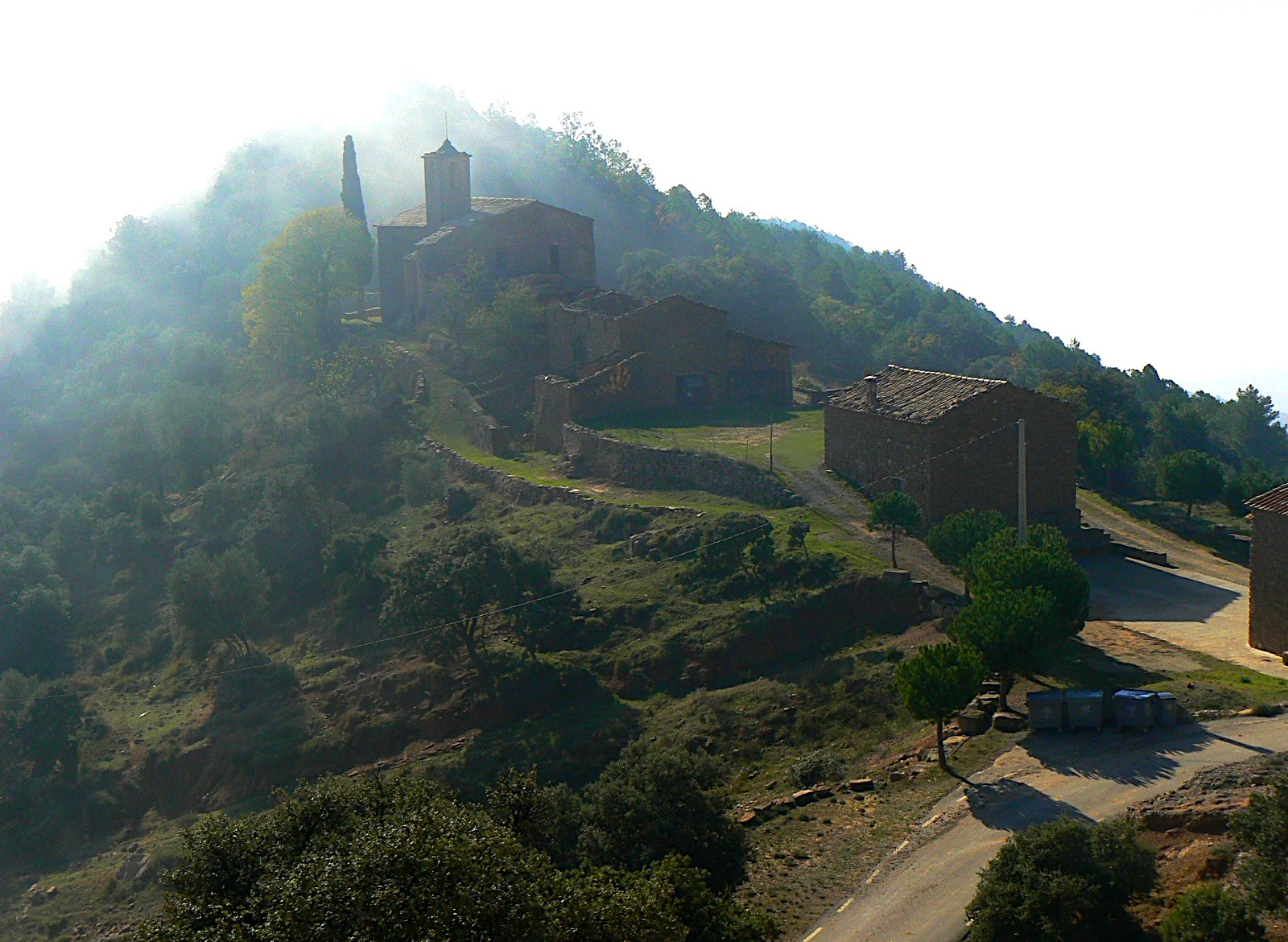
Boira matinal a Pallerols, a 815 m

En l'aspecte climatològic, cal incloure el municipi dins del clima mediterrani continental de tendència àrida, amb un règim tèrmic continental semicàlid i un règim d'humitat mediterrani sec, prop de la Depressió Central catalana, amb temperatures que presenten fortes oscil·lacions entre estiu i hivern, les quals solen ultrapassar els 30 °C en l'estació estival, i encara baixar per sota dels 0 °C en l'estació freda. Si bé, plenament endinsats en els primers contraforts dels Pirineus, el clima és més muntanyenc: més fred a l'hivern i menys eixut a l'estiu.
En el darrer decenni, sembla denotar-s'hi una minva de les fortes gelades hivernals, característiques sobretot als mesos de gener i febrer. Una altra dada remarcable pel que fa a la climatologia rialpenca és que, en estacions com la d'estiu, la sensació de calor i les temperatures no són tan acusades en llocs de major altitud. D'altra banda, tot i que en les fondàries del terme i prop de les valls dels cursos fluvials les boires o bromes d'hivern o matinals de primavera són molt persistents, en punts més alts es dissipen més ràpidament i s'entreveu el sol durant més hores al dia.
La pluviometria de la zona no passa de 750 mm. com a mitjana i els vents que més hi bufen són: 
- Vents de ponent:
  - la Morella (O i SO): molt sovint a la primavera, sec i frígid;
  - el Pallàs (NO): vent calent i que arrossega precipitacions.
- Vents de llevant: molt freqüents a l'hivern, humits i frescos. No tenen noms propis.
- Vents del nord: la Tramuntana, vent molt sec i fort.
- Vents del sud: vents de marina, suaus i humits freqüents durant l'època estival com la Marinada o el Ripollès.[6]

## Medi natural

### Hàbitats naturals
Els boscos, com les pinedes de pinassa, són potencialment predominants, especialment al centre i la zona septentrional del municipi. Això no obstant, al nord-oest i en petits reductes propers a la Serra de Sant Marc hi ha una important massa d'alzinars i carrascars.
Pel que fa als caducifolis, tan sols destaquen les 9 ha. de roureda de roure valencià o de fulla petita (Quercus faginea) ubicades al límit nord-occidental del terme, a la Serra de la Conca. També destaca a un nivell més localitzat, a la Serra de Comiols, al nord-oest, una zona de bosquines mediterrànies dominades per Juniperus (per exemple, el ginebre), que es tracta d'un hàbitat d'interès a causa de la seva raresa dins el marc territorial en el qual es localitza.
Al llarg del Rialb, i fins a l'embassament, trobem un continu de bosc de ribera amb un grau de naturalitat elevat, caracteritzat per la presència de salzedes i alberedes. Aquest hàbitat també el trobem a les ribes del Segre, al límit sud del municipi. Finalment, cal esmentar, a l'àrea del congost del Rialb i el Forat de Bulí es localitzen els únics hàbitats d'interès comunitari de roquissars que apareixen al municipi. Les roques calcícoles amb vegetació casmofítica termòfila o ombrejada de les contrades mediterrànies, amb tan sols 2,56 ha., es troben al Barranc del Foradot; mentre que les roques calcícoles amb vegetació casmofítica (Saxifraga media) de l'alta muntanya pirinenca, amb 73,42 ha., se situen al Forat de Bulí i a la cinglera de Rocablanca.

### Flora
No hi ha estudis concrets sobre els valors florístics del municipi, però sí informació a la base de dades BIOCAT del Departament de Medi Ambient d'on s'ha extret el següent:
- 91 espècies de fongs.

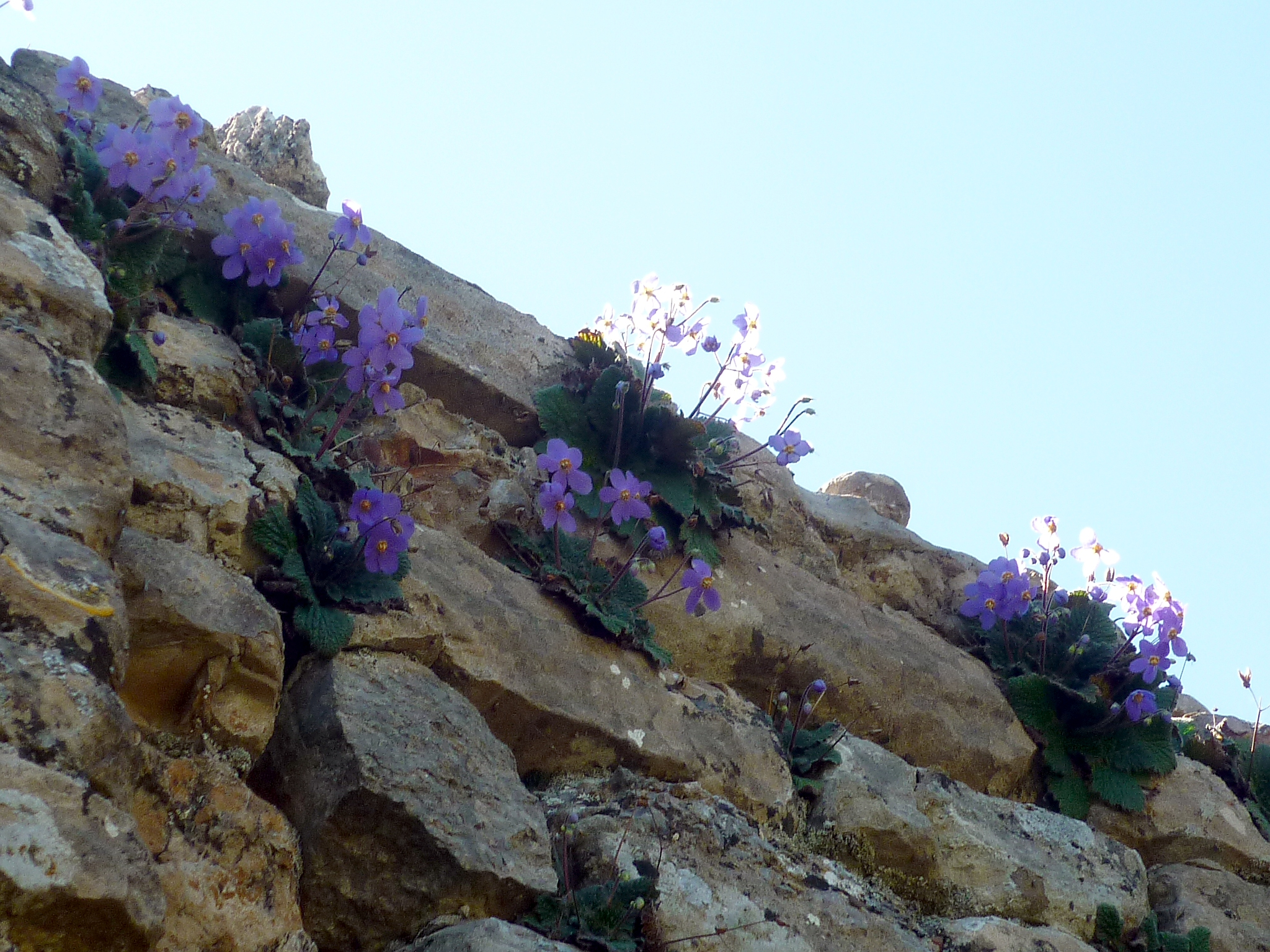
Orella d'ós (Ramonda myconi) al castell de Salinoves

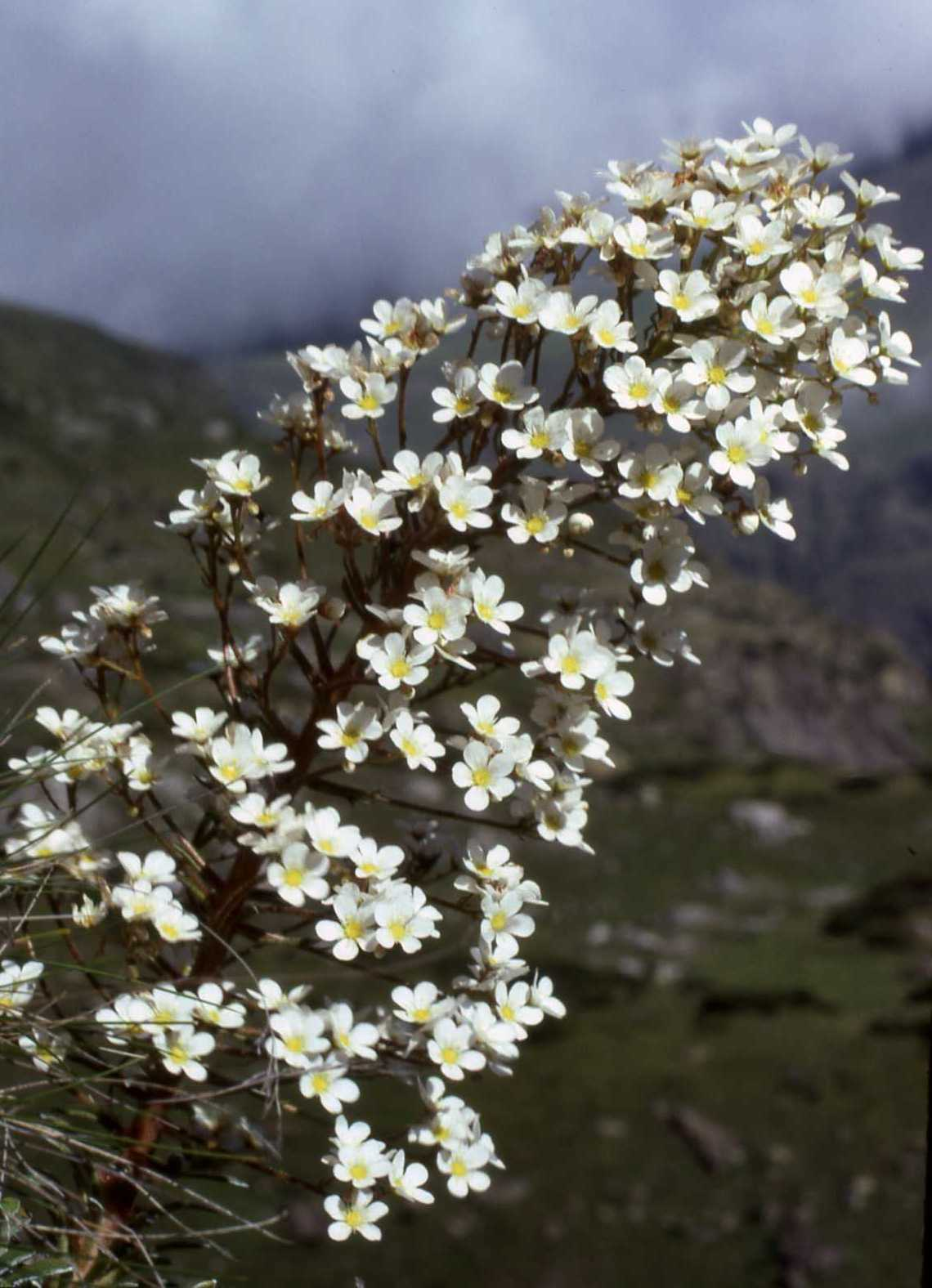
Herba de cingle (Saxifraga longifolia)

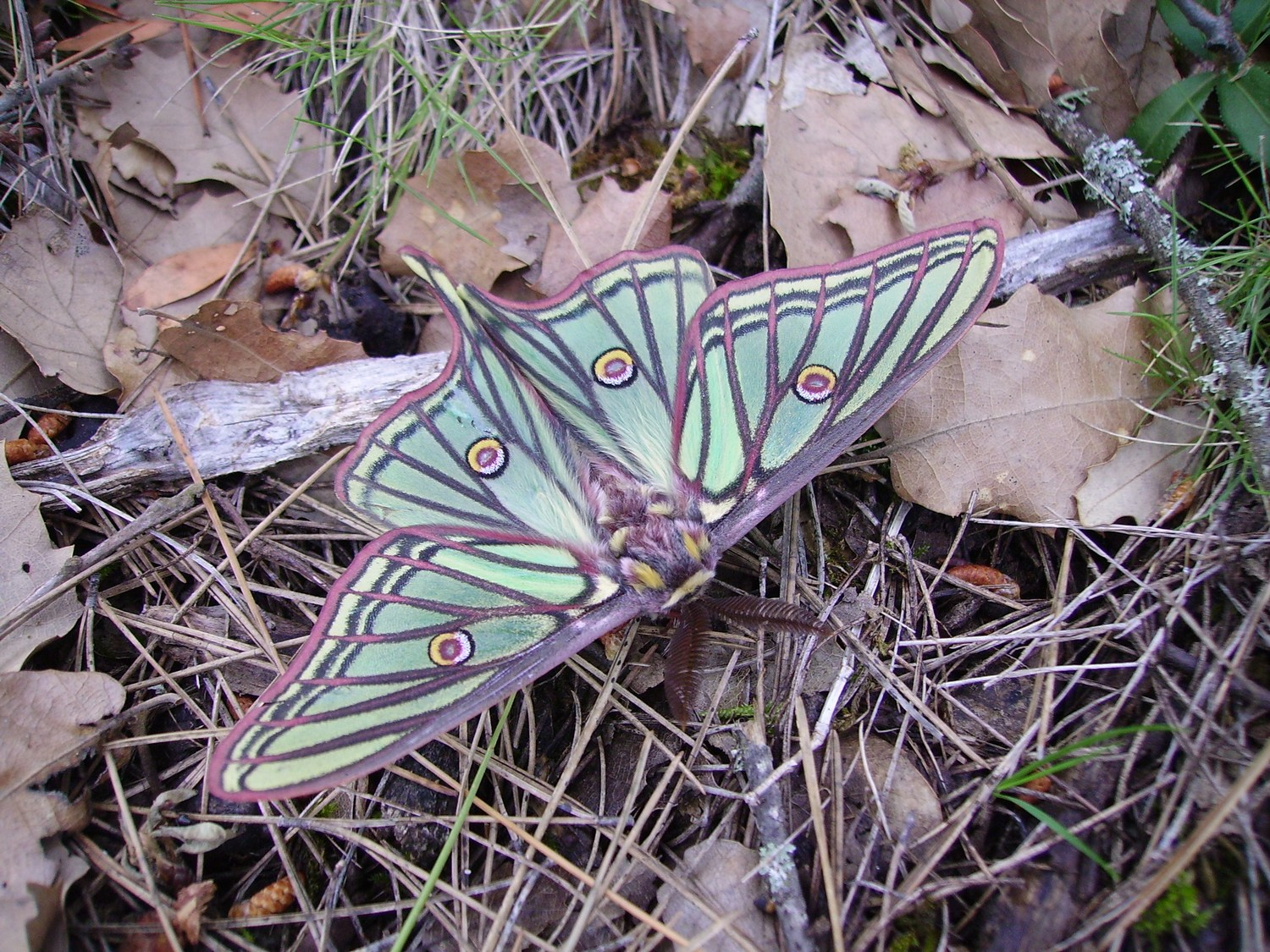
Papallona Isabel·la (Graellsia isabellae)

- 1.403 espècies de flora, entre les quals destaquen:
  - Anemone alpina subsp. font-queri, anemone considerada rara al conjunt de Catalunya coneguda amb el nom de flor del vent;
  - Astragalus glycyphyllos, de les papilionàcies;
  - Fritillaria pyrenaica subsp. boissieri, espècie pirinenca que presenta a la zona una distribució meridional;
  - Gentiana lutea subsp. monserratii, espècie de prats pirinencs que presenta a la zona una distribució meridional;
  - Juncus bufonius;
  - Lonicera pyrenaica, espècie pininenca que presenta a la zona una distribució meridional;
  - Minuartia rubra subsp. cymifera, espècie pirinenca que presenta a la zona una distribució meridional;
  - Polygonum aviculare, planta aquàtica d'aigües encalmades;
  - Ramonda myconi, espècie rupícola protegida amb propietats medicinals coneguda amb el nom d'orella d'ós;
  - Saxifraga longifolia, espècie associada a tarteres i roquissars coneguda popularment com a corona de rei;
  - Seseli montanum, coneguda com a sèseli de muntanya;
  - Stipa pennata, gramínia rara associada a sòls amb reaccions alcalines;
  - Tilia platyphyllos, conegut com a tell de fulla gran;
  - Veronica anagallis-aquatica, associada a rambles eixutes.[47]

### Fauna
- Invertebrats

Els invertebrats són, probablement, el grup faunístic menys estudiat en aquest territori. Això no obstant, cal citar la presència remarcable, del cranc de riu autòcton (Austropotamobius pallipes lusitanicus) al riu Rialb, una espècie en regressió a tot Catalunya a causa del deteriorament del seu hàbitat (necessita aigües molt netes) com per la competència per part del cranc americà (Procambarus clarkii). Per tant, la presència del cranc autòcton es considera un indicador de la bona qualitat del Rialb.
També hi és present, als boscos aciculifolis, la graèllsia, citada en zones properes com als voltants d'Oliana i Coll de Nargó però no de manera concreta a la Baronia. Es tracta d'un lepidòpter conegut com la papallona Isabel·la, batejada així pel seu descobridor, Graells, que en dedicà el seu nom científic a la reina Isabel II.
- Peixos

La inundació de les terres més baixes del curs del Rialb com a conseqüència directa de la construcció i la posada en marxa del pantà ha comportat canvis en el nombre i el tipus de peixos que hi habitaven anteriorment. Tot i així, hi són presents:
- La truita de riu autòctona (Salmo trutta fario), un indicador inequívoc de la bona qualitat de les aigües.
- El barb comú (Barbus graellsii).
- El barb cua-roig (Barbus haasi).

En conjunt, independentment dels efectes de la presa, la comunitat piscícola del Rialb presenta un bon estat de conservació, donada la qualitat de l'aigua i la inexistència d'impactes importants.
- Amfibis

Cal citar la presència, a la zona, d'algunes espècies que ja no estan representades més al sud, a la plana de Lleida, en tractar-se d'un clima i un ambient més àrids, per la qual cosa la Baronia de Rialb es troba en el seu límit de distribució meridional, si més no a nivell territorial local: el tòtil (Alytes obstetricans) n'és l'exemple més evident, igual que la salamandra (Salamandra salamandra). Al mateix temps, el cas contrari també hi és present: espècies que a la zona de la Baronia troben un límit de distribució nord, ja que més amunt el clima esdevé massa fred i humit, com és el cas de dos gripaus (o grapals, com es diu localment): el gripau d'esperons (Pelobates cultripes) o el gripau corredor (Bufo calamita).
En un altre terme, cal nomenar la presència segura, just al nord del terme municipal, a uns 2.500 metres del seu límit, del tritó pirinenc (Euproctus asper) a la Rasa del Coll d'Espina, una bassa associada a un torrent afluent del Rialb. Això obra la possibilitat que aquesta espècie pugui trobar-se també al municipi, en la que seria una distribució força meridional i biogeogràficament molt interessant.
Finalment, altres amfibis significatius del municipi són:
- La sargantana ibèrica (Podarcis hispanica).
- La reineta meridional (Hyla meridionalis).
- La granota verda (Rana perezi).
- La granoteta de punts (Pelodytes punctatus).
- El gripau comú (Bufo bufo).

- Rèptils

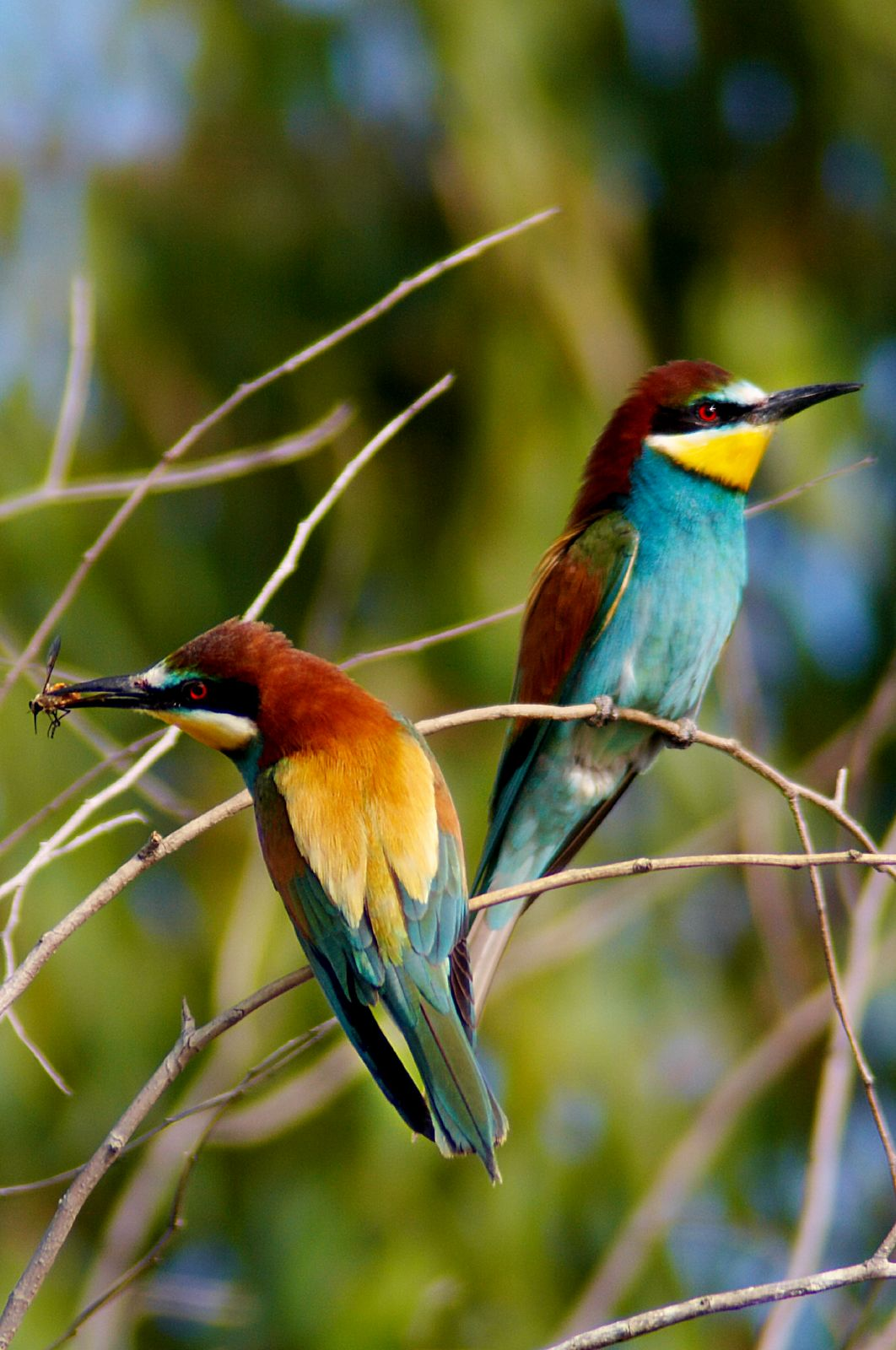
L'abellerol (Merops apiaster), que es nodreix a base d'insectes de la família dels apoïdeus i que, sovint, pot resultar problemàtic per l'apicultura, una activitat força tradicional en la zona mitja-alta del municipi

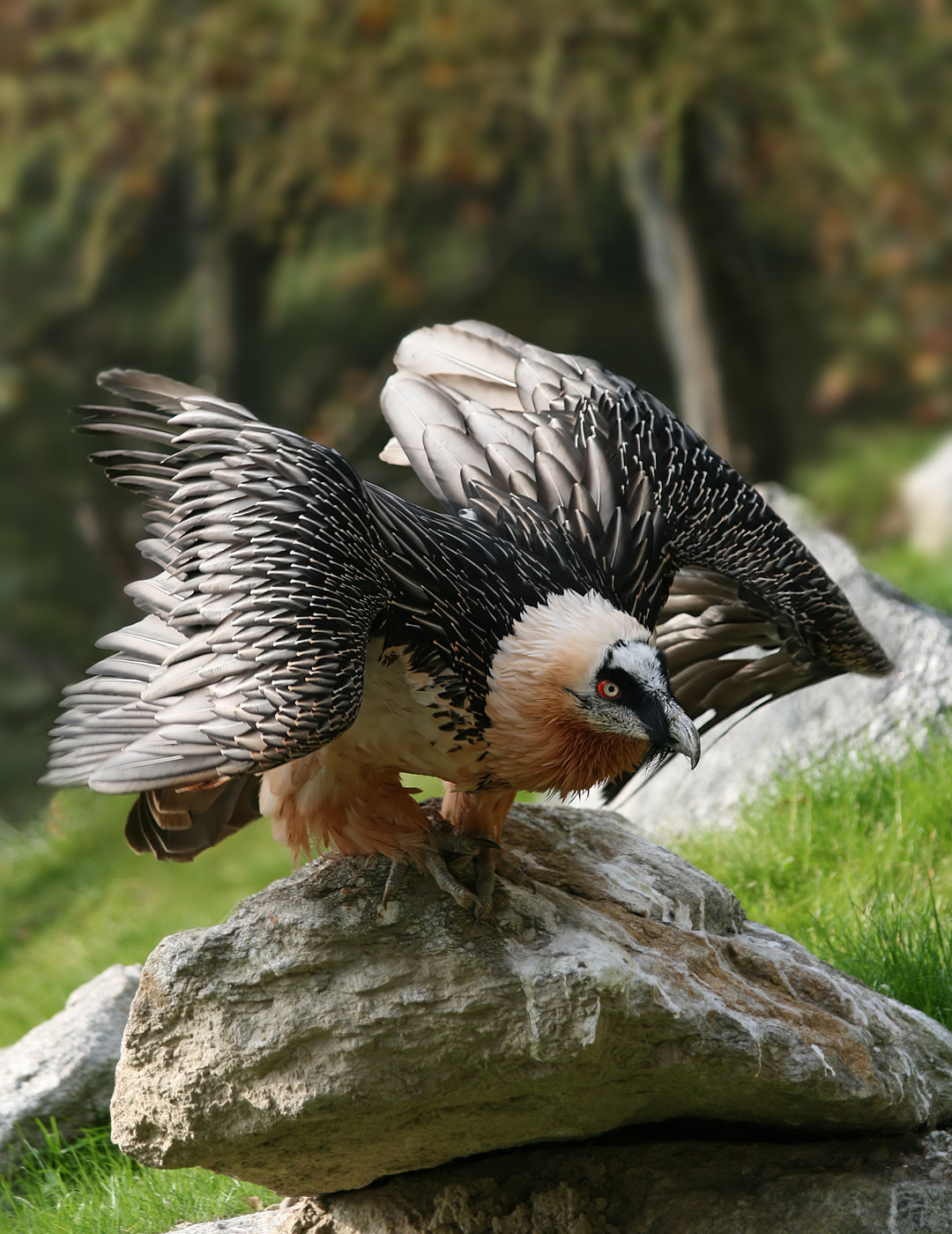
El trencalòs (Gypaetus barbatus), en perill d'extinció

La vall, en ser transitòria entre la plana de Lleida i les muntanyes dels Prepirineus, representa el límit de distribució nord d'algunes espècies termòfiles, com el dragó comú (conegut popularment com a esquinçarobes o trinxarobes).
En canvi, algunes espècies de requeriments més humits no es localitzen més al sud del terme, com la sargantana roquera (Podarcis muralis) que, però, ha estat citada molt a prop de la Baronia, al nord i a l'est, i l'escurçó pirinenc (Vipera aspis). De fet, la Baronia de Rialb sembla trobar-se a la zona de transició de la distribució de l'escurçó pirinenc, al nord, i l'escurçó ibèric (Vipera latasti), al sud.
Altres rèptils que hi habiten són:
- El vidriol (Anguis fragilis).
- La serp bordelesa (Coronella girondica).
- La serp blanca (Elaphe scalaris).
- La serp verda (Malpolon monspessulanum).
- La serp d'aigua (Natrix natrix).
- La colobra escurçonera (Natrix maura).
- El sargantaner comú (Psammodromus algirus).
- El llangardaix ocel·lat (Lacerta lepida).

- Aus

En general, la Baronia de Rialb i la seva perifèria es caracteritzen pel domini d'espècies d'ocells de dos tipus d'ambients principals: el forestal, majoritari a la zona; i el rupícola, força més localitzat. Destaca la presència d'espècies d'interès, tant per la seva raresa (falcó pelegrí, aufrany, àguila daurada, trencalòs… i fins i tot àguila cuabarrada) com per la seva distribució, ja que la zona pot representar un límit meridional (picot negre, pica-soques blau, escorxador, piula dels arbres, pardal de bardissa…) o septentrional (abellerol). A la zona també arriben espècies de l'alta muntanya pirinenca que es desplacen a cotes més baixes a l'hivern, com el cercavores (Prunella collaris) o el pela-roques (Tichodroma muraria). En efecte, la comunitat d'aus de la vall del Rialb és molt variada i està ben equilibrada, ja que hi trobem totes les peces d'una cadena tròfica ben estructurada.
- Mamífers

Destaca l'elevada diversitat de mamífers a la zona, si ho comparem amb bona part del territori català, malgrat que en el cas de les espècies de més interès, per la seva raresa al conjunt de Catalunya, es desconeix l'estat actual de les seves poblacions (és el cas de la fura de bosc, el gat fer i la llúdria). En el cas del cérvol, el terme de la Baronia de Rialb és d'interès com a punt d'expansió de l'important nucli d'aquesta espècie existent al massís de Boumort, al nord del municipi, mentre que el cabirol es considera plenament consolidat a la zona. D'altra banda, no es disposa d'informació sobre la situació dels quiròpters en aquest territori.

## Geografia
- Llista de topònims de la Baronia de Rialb (Orografia: muntanyes, serres, collades, indrets..; hidrografia: rius, fonts...; edificis: cases, masies, esglésies, etc).

### Geologia i geomorfologia
La zona on s'ubica el municipi es troba inclosa dins l'àrea mesozoica i terciària del conjunt de Montsec - Conca de Tremp, la continuació occidental de l'àrea del Pedraforca. Abasta fonamentalment la conca paleògena de Tremp i el seu entorn mesozoic. Es tracta d'una unitat molt complexa.
S'hi troben calcàries i conglomerats que s'ubiquen, preferentment, al nord del terme, on l'orogènia alpina i la posterior erosió fluvial i càrstica han originat l'aparició d'importants elements geomorfològics d'interès, entre els quals destaquen:
- Penya-segats, especialment notables són els de Benavent de la Conca, al límit nord-occidental de la Baronia, on s'ubica una important població d'aus rapinyaires. Dins dels límits del terme municipal els penya-segats són de menor extensió, però no deixen de tenir una elevada importància paisatgística i ecològica (vegetació associada, nidificació d'aus rupícoles...).
- Barrancs i engorjats, ubicats al voltant de l'eix que forma el riu Rialb. Tant aquest riu com els seus afluents discorren, en aquesta zona, per valls encaixades i profundes, d'elevat valor paisatgístic i ecològic. Destaca, per sobre de tots, l'anomenat Forat de Bulí.

En aquesta zona més septentrional el territori és complex i, tradicionalment, les comunicacions han estat difícils, cosa que ha determinat el manteniment d'un elevat grau de naturalitat. En canvi, al sud del municipi trobem materials formats per dipòsits detrítics corresponents a diverses etapes geològiques, que ofereixen un terreny molt més suau i ondulat, ja de transició cap a la plana de Lleida. Aquí l'ocupació humana ha estat sempre molt més intensa, sense arribar mai, però, a ser abundant, amb la qual cosa el grau d'antropització del territori és més elevat.

### Orografia
Amb una altitud mitjana de 747 metres sobre el nivell del mar i un total de 145 km² de superfície (com tota la comarca del Barcelonès), el municipi presenta importants accidents orogràfics, dels quals dotze superen els mil metres d'altitud.
| Accident orogràfic       | Altitud màxima | Coordenades                                       |
| ------------------------ | -------------- | ------------------------------------------------- |
| Cogulló de Sant Quiri    | 1.355 m        | 42° 6′ 30″ N, 1° 7′ 56″ E / 42.10833°N,1.13222°E  |
| Serra de la Treita       | 1.261 m        | 42° 5′ 28″ N, 1° 8′ 5″ E / 42.09111°N,1.13472°E   |
| Serrat del Pèl           | 1.248 m        | 42° 4′ 50″ N, 1° 6′ 58″ E / 42.08056°N,1.11611°E  |
| Roca Roja                | 1.237 m        | 42° 4′ 17″ N, 1° 6′ 0″ E / 42.07139°N,1.10000°E   |
| Serrat de l'Herba-sana   | 1.197 m        | 42° 4′ 22″ N, 1° 6′ 25″ E / 42.07278°N,1.10694°E  |
| Serrat de Cal Pejan      | 1.169 m        | 42° 4′ 3″ N, 1° 7′ 0″ E / 42.06750°N,1.11667°E    |
| Serrat de Castilla       | 1.134 m        | 42° 5′ 36″ N, 1° 8′ 59″ E / 42.09333°N,1.14972°E  |
| Serrat de la Mola d'Esto | 1.092 m        | 42° 2′ 55″ N, 1° 6′ 30″ E / 42.04861°N,1.10833°E  |
| Serrat de Turpí          | 1.081 m        | 42° 4′ 1″ N, 1° 7′ 51″ E / 42.06694°N,1.13083°E   |
| Serra de l'Arçosa        | 1.071 m        | 42° 2′ 45″ N, 1° 13′ 50″ E / 42.04583°N,1.23056°E |
| Les Tres Creus           | 1.026 m        | 42° 5′ 17″ N, 1° 11′ 29″ E / 42.08806°N,1.19139°E |
| Serrat dels Brucs        | 1.013 m        | 42° 2′ 48″ N, 1° 7′ 17″ E / 42.04667°N,1.12139°E  |

### Hidrologia
El paisatge rialpenc té la seva raó de ser gràcies a boscos, camps i cingleres, però també al riu Rialb que es configura com l'eix vertebrador fonamental del municipi. Situat a la conca hidrogràfica de l'Ebre, es tracta d'un afluent de cabal irregular del tram mitjà del Segre pel seu marge dret, on forma una conca ben definida i delimitada per serralades perifèriques, que solament s'obren al sud, on el Rialb desemboca al Segre al pantà de Rialb.
En el seu temps, al Rialb desemboquen tot un seguit de torrents i barrancs laterals que donen lloc a una orografia complexa. Aquests bàsicament són:
- La Riera de Gavarra.
- El Barranc de la Bastida.
- El Barranc de la Fabregada.
- El Barranc de Maçaners.
- El Torrent de Rialb.[47][53]